# Liste der Baudenkmäler in Passau

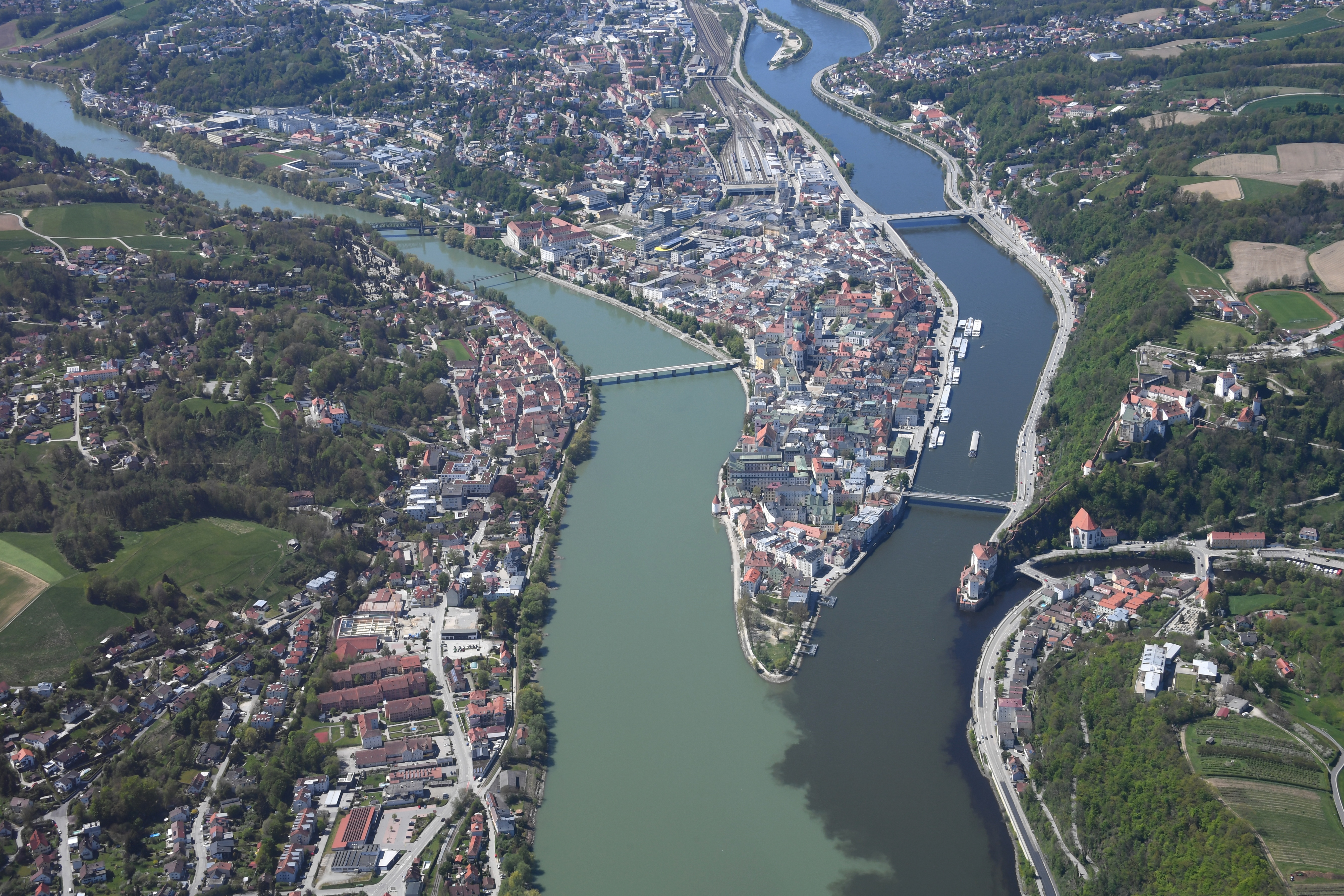
Blick von oben auf die Dreiflüssestadt

Auf dieser Seite sind die Baudenkmäler in der niederbayerischen kreisfreien Stadt Passau zusammengestellt. Diese Tabelle ist eine Teilliste der Liste der Baudenkmäler in Bayern. Grundlage ist die Bayerische Denkmalliste, die auf Basis des Bayerischen Denkmalschutzgesetzes vom 1. Oktober 1973 erstmals erstellt wurde und seither durch das Bayerische Landesamt für Denkmalpflege geführt wird. Die folgenden Angaben ersetzen nicht die rechtsverbindliche Auskunft der Denkmalschutzbehörde.

## Ensemble Altstadt Passau mit Vorstädten
Aktennummer E-2-62-000-1

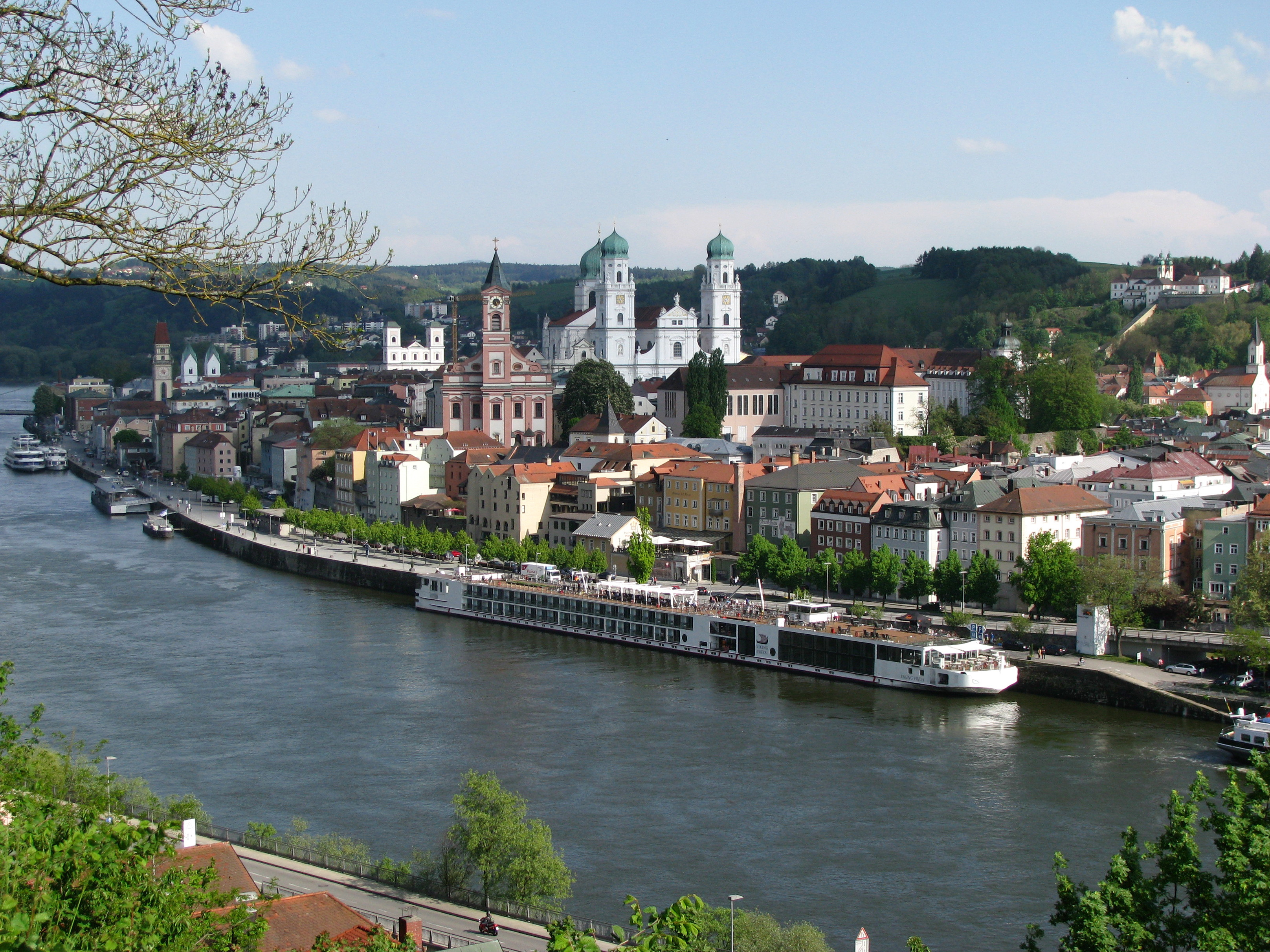
Blick auf die Altstadt von Passau

Das Ensemble umfasst die Altstadt von Passau in ihrer spätmittelalterlichen Ausdehnung einschließlich der westlichen Vorstadt „Neumarkt“ und den gegenüberliegenden Flussufersiedlungen an Inn, Donau und Ilz in den Grenzen der ehemaligen, im 15. Jahrhundert abgeschlossenen Stadtbefestigung. Hinzu kommen die Festungen Ober- und Niederhaus sowie der Mariahilfberg als stadtbildprägende Elemente.
Die Dreiflüssestadt Passau liegt auf einer schmalen Landzunge im Mündungsgebiet von Inn und Ilz in die Donau, die hier von Süden, Norden und Westen kommend, zusammentreffen. Von Wasser und Steilhängen der Flusseinschnitte auf drei Seiten geschützt, bildet der schmale Sporn zwischen Inn und Donau – beide seit jeher schiffbar – eine strategisch bedeutsame, topographisch unvergleichliche Situation. Entsprechend kann die Altstadthalbinsel mit Unterbrechungen auf eine mehrere tausend Jahre alte Siedlungsgeschichte zurückblicken, die bereits im Mittelneolithikum (Oberlauterbacher Gruppe, ca. 4900–4500 v. Chr.) ihren Anfang nahm. Auch ist eine bronzezeitliche Besiedlung der Altstadthalbinsel belegt. In der späten Hallstatt- und frühen Latènezeit entstand auf dem Domberg eine Abschnittsbefestigung, welche eine zeitgleiche Siedlung schützte. In der Spätlatènezeit ist im gesamten Bereich von Altstadt und Neumarkt eine unbefestigte Großsiedlung nachgewiesen, während unter der römischen Herrschaft im Stadtgebiet die Kastellstandorte Boiodurum, Batavis und Boiotro und teilweise auch die zugehörigen Zivilsiedlungen zu verorten sind.
Mit der historisch überlieferten Errichtung einer Kirche durch den hl. Severin in der zweiten Hälfte des 5. Jahrhunderts, vor allem aber mit der Gründung des Bistums 739 gingen von hier entscheidende Impulse für die verstärkte Christianisierung des Landes und seiner kirchlichen Organisation aus. Die mittelalterliche Struktur der Altstadt, Ergebnis einer im 8. Jahrhundert einsetzenden Entwicklung, hat sich anschaulich erhalten: Auf der höchsten Stelle des Hügelrückens, zwischen der im 10. Jahrhundert in Stein ausgebauten sogenannten Römerwehr, ältester Teil der Stadtmauer, im Westen, dem Steinweg im Norden, der Carlonegasse im Süden und dem weiten Domplatz als repräsentativen Mittelpunkt, liegt die bischöfliche Stadt mit Stephansdom, Gebäuden der bischöflichen Verwaltung und den ab 1155 hierher verlegten Domherrenhöfen; die bischöfliche Residenz steht gegenüber der südlichen Domflanke. Die das Gebiet durchziehende Hauptverkehrsachse, der Steinweg, wird durch den Paulusbogen im Westen und das Immunitätstor St Maximilian im Osten begrenzt, die Bischofsstadt erhält dadurch den Charakter eines in sich geschlossenen Bezirks.
Die bürgerliche Stadt grenzt mit dem wesentlich kleineren Marktplatz, ehemals „Unter den Krämern“ genannt (heute Residenzplatz), an die Rückseite des Domes an. Der von Bürgerhäusern, Krämerläden, Brot- und Fleischbänken und der Fronwaag umstandene unregelmäßige Platz erfuhr seit der 1209 fertiggestellten Anlage des Neumarkts im Westen der Bischofsstadt einen zunehmenden Bedeutungsverlust als Handelszentrum. Durch die fürstbischöfliche Bautätigkeit des 18. Jahrhunderts – 1712 brach man das Kramhaus für den 1730 vollendeten Neubau der Bischofsresidenz ab – erhielt der vom gotischen Domchor überragte Platz mit dem ehemaligen Palais des fürstbischöflichen Kanzlers und Hofmarschalls als westliche Dominante die Gestalt eines barocken Residenzplatzes. Zum administrativen Zentrum der 1225 mit einem ersten Stadtrecht ausgestatteten Bürgerstadt entwickelte sich der am Donauufer gelegene Fischmarkt (Rathausplatz), als man, ebenfalls 1225, das Stadtrichterhaus hierher verlegte; sichtbares Zeugnis des gestiegenen bürgerlichen Selbstbewusstseins im Laufe des 14. Jahrhunderts – 1368 erhielt die Stadt Rat und Magistrat – ist der die gesamte Südseite des Platzes einnehmende, 1446 vollendete Rathauskomplex.
Dritter mittelalterlicher Siedlungskern ist die östliche Landzunge mit dem 888 erstmals erwähnten, 1010 zur Reichsabtei erhobenen Benediktinerinnen-Stift Niedernburg mit reichen Ländereien und lukrativem Salzhandel; mit der Übertragung der Vogtei über das Kloster 1193 erhielt der Bischof sämtliche Niedernburger Vorrechte mitsamt dem sogenannten Land der Abtei als umfangreichen territorialen Besitz. Das Quartier mit kleinen Bürger- und Handwerkerhäusern wird von der Klosteranlage mit ihren ehemals sieben Kirchen und Kapellen beherrscht. Von den großen Salzstadeln sind nur noch zu Wohnzwecken umgebaute Reste erhalten. Mit der Gründung des Jesuitenkollegs 1612 in unmittelbarer Nähe zum Kloster erhielt das Viertel einen neuen Mittelpunkt, auch wurde durch die Kollegsbauten die alle drei Stadtteile verbindende Straßenachse Steinweg-Messergasse-Schustergasse, die bis dato bis zur Innlände führte, unterbrochen. Die ursprünglich zur Herrschaft Niedernburg gehörende Spitze der Landzunge war bis zum 13. Jahrhundert durch einen Wasserarm „Im Ort“ inselartig abgetrennt; um 1250 stand hier eine bischöfliche Wasserburg.

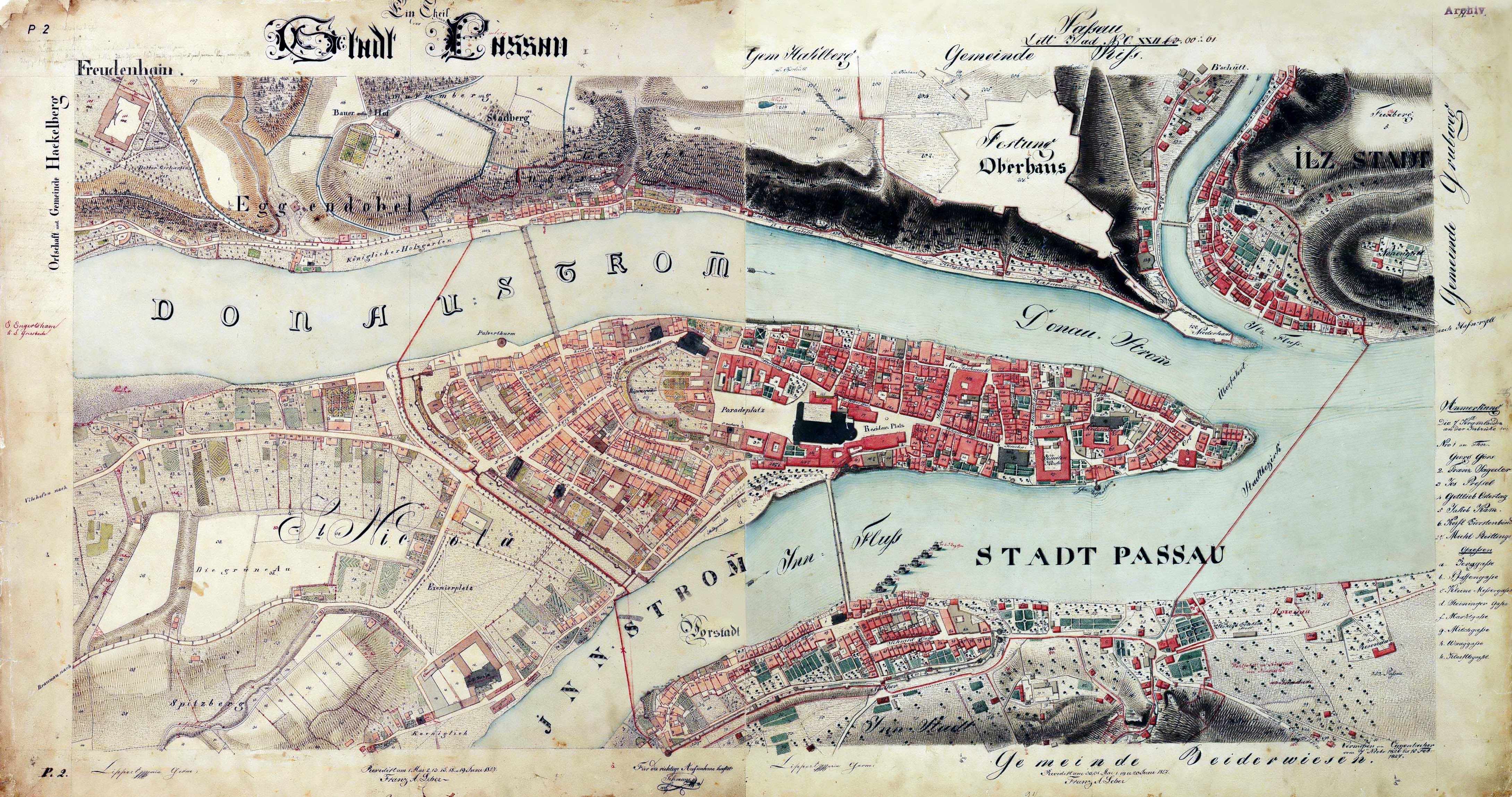
Passau im Jahr 1827

Bereits ab dem 10. Jahrhundert entwickelte sich westlich des Altstadthügels im tiefer liegenden Überschwemmungsgebiet vor der Stadtmauer ein Suburbium. Hauptsächlich Fischer, Handwerker und Gewerbetreibende ließen sich in dieser wohl schon mit Wall und Graben bewehrten, vorstädtischen Ansiedlung nieder, die ab 1204 forum novum (Neumarkt) genannt und 1209 mit Graben, Zwinger und Ringmauer neu befestigt wurde. Außerhalb der Mauer blieb das um 1070 gegründete Augustinerchorherrenstift Sankt Nikola. Die zunächst zum Hochstift Passau gehörige Klosterhofmark kam 1248 an die Wittelsbacher. Das Patrozinium der Klosterkirche steht wohl in Beziehung zu der Fischersiedlung bei dem Schiffsanlegeplatz am Inn. In der Gegend zwischen der Stadtmauer und dem weit außerhalb gelegenen Stift siedelten sich zahlreiche Gewerbe an, die noch heute in manchen Straßennamen zum Ausdruck kommen. Die Hauptstraße (heute Ludwigstraße) entwickelte sich zu einem Straßenmarkt, von dem von Quergassen gekreuzte Seitenstraßen zu den Flussufern führen.
Auf dem Geländestreifen des südlichen Innufers zwischen den beiden einstigen Römerkastellen Boiodurum und Boiotro entwickelte sich die Innstadt als weiteres Wohn- und Handwerkerquartier. 1143 durch eine Brücke mit der Altstadt verbunden, erhielt die Vorstadt im frühen 15. Jahrhundert eine eigene Ummauerung. Auf dem jenseitigen Donauufer gegenüber der Altstadt bildete sich seit dem 10. Jahrhundert eine weitere Siedlung aus, der sogenannte Anger. Der ursprünglich als Weideplatz genutzte Uferstreifen, an dem sich Fischer, Bootsbauer und Wirte niederließen, war bis zum Bau der ersten Donaubrücke 1278 durch eine Fähre in Höhe der Roßtränke mit der Altstadt verbunden.
Bedeutender als der Anger war die sogenannte Ilzstadt, eine Siedlung entlang der Ilzmündung am Ausgangspunkt des Goldenen Steiges nach Böhmen. Hier wohnten hauptsächlich Fischer, Fährleute und Bootsbauer, zu denen sich mit der wachsenden Bedeutung des Handelsweges nach Böhmen auch Säumer und Gastwirte gesellten. Ab 1010 gehörte die Ilzstadt zur Reichsabtei Niedernburg und wurde mit dieser 1193 dem Bischof unterstellt, behielt aber ihre eigene Gerichtsbarkeit. Mit der 1410 abgeschlossenen Befestigung durch einen einfachen Mauerring wurde die Ilzstadt schließlich ebenfalls zum Stadtgebiet gerechnet. Die dem linken Ilzufer folgende einzeilige, im Bereich der Flussmündung zweizeilige Häuserreihe hatte bis zur durchgreifenden Sanierung 1967 ihr mittelalterliches Gepräge bewahrt.
Wesentlicher Bestandteil der Passauer Befestigungsanlagen, deren Mauern im Zuge späterer Stadterweiterungen großenteils niedergelegt wurden, sind die beiden ehemals fürstbischöflichen Burgen Ober- und Niederhaus auf der zwischen Ilz und Donau steil ansteigenden Felsenzunge. Die Veste Oberhaus war bereits 1219 als Schutzburg des Bischofs gegen aufständische Bürger begonnen und im 15./16. Jahrhundert erweitert worden, die Veste Niederhaus kam als Ergänzung – durch einen doppelten Wehrgang mit Oberhaus verbunden – um 1250 hinzu.
Das heutige Erscheinungsbild der Stadt ist überwiegend durch die barocken Überformungen im späten 17. und 18. Jahrhundert bestimmt. Zwei verheerende Stadtbrände, 1662 und 1680, gaben Anlass zu baupolizeilichen Vorschriften, für den Wiederaufbau wurden die Dachformen der „Innstadtbauweise“ verbindlich. Die feuergefährlichen Legschindeldächer mussten durch Grabendächer mit hochgezogenen, meist waagrechten Feuermauern ersetzt werden.
Zur Wiederherstellung des Doms und der fürstbischöflichen Bauten wurden italienische Künstler berufen, die den Stil des italienischen Spätbarock nach Passau brachten. Der Domplatz mit der von Carlo Lurago neu aufgeführten Westfassade des Domes, die zu Stadtpalästen umgebauten Domherrenhöfe und der monumentale Neubau der Residenz durch Domenico d’Angeli sind hierfür charakteristisch. Die Kaufmanns- und Handwerkerhäuser entlang der mittelalterlichen Gassen erhielten Vorschussmauern mit Ablauföffnungen für die Dachrinnen, die Bürgerhäuser zum Teil vorgeblendete Barock- und Rokokofassaden. Ihr mittelalterliches Gepräge haben sich vor allem die Höllgasse, die Steiningergasse, die Kleine Messergasse und die Pfaffengasse bewahrt. Innenhöfe, teilweise mit Lauben, werden hier von dichter Bebauung umschlossen. Im ehemals niedernburgischen Stadtteil wurde das Jesuitenkollegium mit der Michaelskirche in spätbarocken Formen neu aufgebaut und bestimmt heute die Silhouette der Stadt von der Innseite her. Von 1749 stammt das palazzoartige Waisenhaus im Ort, an der Grenze zur östlichsten Spitze der Landzunge. Die von den Bränden ebenfalls in Mitleidenschaft gezogenen Bürgerhäuser im Klosterviertel und im Neumarkt wurden zumeist barockisierend erneuert, Grundriss und Gebäudekern sind meist noch mittelalterlich.
Trotz der geringen Auswirkungen der großen Stadtbrände von 1662 und 1680 in den Brückenkopfsiedlungen an den jenseitigen Ufern von Inn und Donau hat auch hier eine barocke Überformung stattgefunden. Besonders im Zentrum der Innstadt am Kirchenplatz zeugt u. a. das reich stuckierte Schiffsmeisterhaus der Familie Lüftenegger von solcher „Modernisierung“. Die Reihe giebelständiger Bürgerhäuser des 17. Jahrhunderts mit Krüppelwalmen an der Südseite des Platzes bewahrt dagegen niederösterreichische Bautradition. Die klassizistische St.-Gertrauds-Kirche und eine Vielzahl biedermeierlich geprägter Hausfassaden entstanden erst nach einem abermaligen Brand 1809 in der Innstadt. Vom Kirchenplatz zweigen, mit Ausnahme der Schmiedgasse, alle wichtigen Straßen der Handwerkersiedlung ab. Die Straßennamen erinnern zum Teil an die hier ursprünglich vorherrschenden Gewerbe der Lederer und Schmiede.

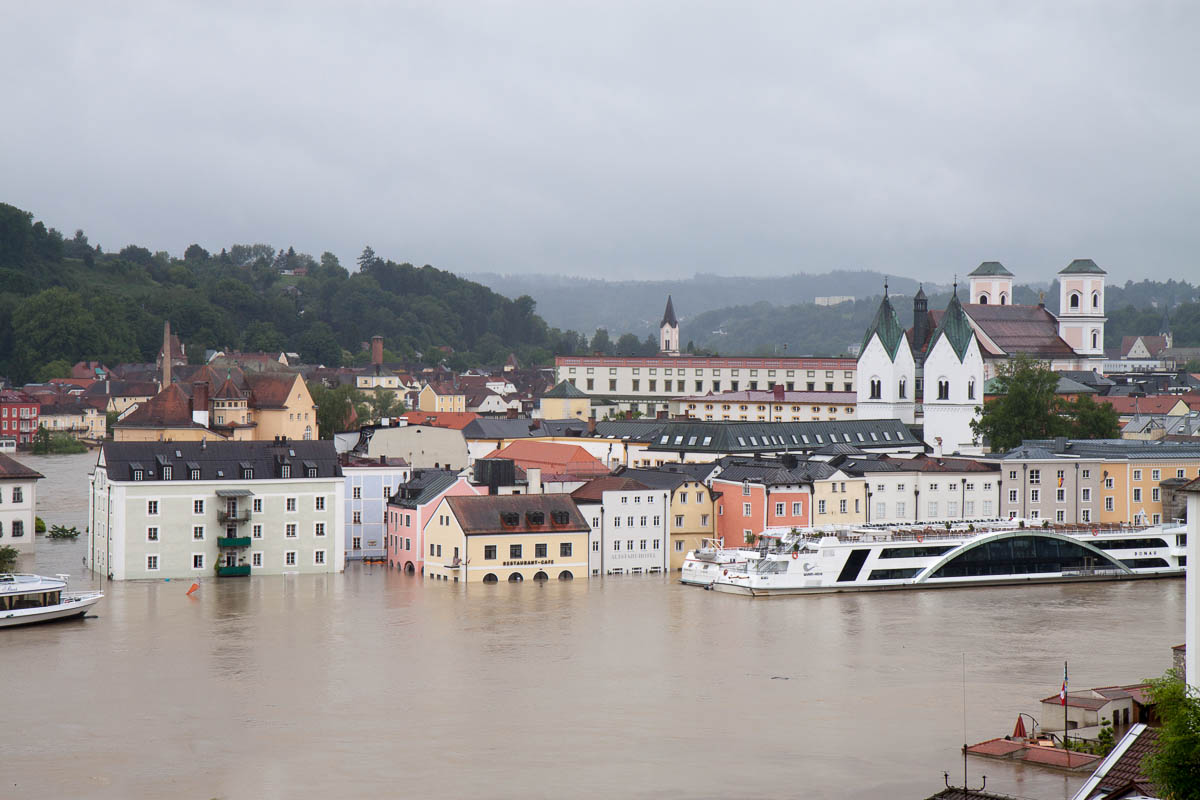
Hochwasser in Passau

In deutlichem Sichtbezug zum Altstadthügel steht auf dem Schulerberg die 1622 gegründete und nach 1662 erneuerte Kapuziner-Wallfahrtskirche Mariahilf, die, außerhalb der Innstadtbefestigung liegend, durch eine Wallfahrtsstiege mit der Stadt verbunden ist. Auf dem gegenüberliegenden Donauufer erhielt der Stadtteil Anger durch das barockisierte Schlösschen Eggendobl, dessen Anlage im Kern noch aus dem 14. Jahrhundert stammt, seinen städtebaulichen Akzent. Durch die hier 1968–1976 angelegten Auf- und Abfahrtsrampen der Schanzlbrücke, die zum Abbruch der Nebengebäude und der Kapelle sowie zur Auflassung der Gartenanlage führten, steht das Herrenhaus heute isoliert auf einer Straßeninsel.
Im frühen 17. Jahrhundert erhielt auch die Ilzstadt mit der fürstbischöflichen Mälzerei ihren Akzente setzenden frühbarocken Neubau als nördlichen Abschluss der Bebauung entlang der Freyunger Straße. Die meist giebelständigen Handwerkerhäuser, die den Windungen der Ilz folgen, halten noch heute den Charakter der alten Fischer- und Schiffbaueransiedlung lebendig.
Die Säkularisation 1803 brachte den Verlust aller hochstiftischen Gebiete und den Anschluss Passaus an das Kurfürstentum Bayern mit sich. Die ihrer Residenzfunktion beraubte Stadt wurde wirtschaftlich und politisch in eine Randlage gerückt, die erst mit der Anbindung an das Eisenbahnnetz wieder etwas gemildert wurde; zu den wenigen bedeutenden Bauvorhaben dieser Zeit gehören das 1848–1851 gebaute Hauptzollamt von Friedrich von Gärtner am Fischmarkt und die 1856–1859 errichtete Evangelisch-Lutherische Stadtpfarrkirche von Friedrich Bürklein in der Theresienstraße. Erst allmählich wuchs die Altstadt über ihren mittelalterlichen Mauerbering hinaus, wobei die zwischen Inn und Donau eingezwängte Lage vor allem die Ausdehnung nach Westen begünstigte. Die Angliederung von St. Nikola brachte die Überbauung der alten Stadtgrenze, wobei die ehemalige Grabenzone durch den Straßenzug der Nikolastraße mit ihren großmaßstäblichen Gebäudekomplexen noch erkennbar ist.

## Baudenkmäler
| Lage | Objekt | Beschreibung | Akten-Nr.       | Bild |
| --- | --- | --- | --------------- | --- |
| Bahnhofstraße 4 (Standort)                                                                                     | Wohn- und Geschäftshaus | Viergeschossiger Traufseitbau mit Satteldach und reich gegliederter Neurenaissancefassade, bezeichnet mit 1878 | D-2-62-000-21   | weitere Bilder |
| Bahnhofstraße 6 (Standort)                                                                                     | Wohn- und Geschäftshaus | Viergeschossiger Bau mit Giebelaufsatz, errichtet in Formen der Deutschen Renaissance, von Bonifaz Kieffer, 1878/79, Dachtragwerk erneuert | D-2-62-000-22   | Wohn- und Geschäftshaus |
| Berggasse 1 (Standort)                                                                                         | Wohnhaus | Viergeschossiger Bau, Fenster mit Dreiecks- und Segmentbogenbekrönungen, mit horizontal abschließender Fassade, im Kern wohl 2. Hälfte 17. Jahrhundert, Dachtragwerk 1966 | D-2-62-000-25   | Wohnhaus |
| Berggasse 3 (Standort)                                                                                         | Wohnhaus | Viergeschossiger Bau mit Vorschussmauer, im Kern 2. Hälfte 17. Jahrhundert, Umbau und Aufstockung in den 1930er Jahren, Erneuerung des Dachtragwerks 1962 | D-2-62-000-26   | Wohnhaus |
| Berggasse 5 (Standort)                                                                                         | Ehemaliges Stallgebäude | Zweigeschossiger Putzbau aus Bruchsteinmauerwerk, ehemals mit Pultdach, 16. Jahrhundert, weitgehende Erneuerung des Obergeschosses und neues Dachgeschoss mit Satteldach 2009–10 | D-2-62-000-1013 | Ehemaliges Stallgebäude |
| Bratfischwinkel 1 (Standort)                                                                                   | Wohn- und Geschäftshaus | Viergeschossiger Bau mit horizontal abschließender Fassade, im Kern wohl 18. Jahrhundert, Fassade erneuert | D-2-62-000-46   | Wohn- und Geschäftshaus |
| Bratfischwinkel 12 (Standort)                                                                                  | Wohn- und Geschäftshaus | Dreigeschossiger Giebelbau mit Dreiecksgiebel, im Kern um 1700, klassizistische Fassadengestaltung 1. Hälfte 19. Jahrhundert. | D-2-62-000-49   | weitere Bilder |
| Bräugasse 8 (Standort)                                                                                         | Wohn- und Geschäftshaus | Viergeschossiger schlichter Walmdachbau in Ecklage, im Kern 2. Hälfte 17. Jahrhundert, Aufstockung und neues Dachtragwerk von 1948, später weiterhin teilerneuert | D-2-62-000-30   | Wohn- und Geschäftshaus |
| Bräugasse 9 (Standort)                                                                                         | Ehemaliges Lagergebäude | Zweigeschossiger Walmdachbau mit Aufzugsgaube, im Kern 17./18. Jahrhundert | D-2-62-000-31   | Ehemaliges Lagergebäude |
| Bräugasse 10 (Standort)                                                                                        | Wohnhaus | Dreigeschossiger Krüppelwalmdachbau mit Streifenrustizierung im Erdgeschoss und Vorschussmauer, im Kern mittelalterlich, 1689 (dendrochronologisch datiert) | D-2-62-000-32   | Wohnhaus |
| Bräugasse 11 (Standort)                                                                                        | Wohnhaus, jetzt Studentenwohnheim                                                                                                | Dreigeschossiger Walmdachbau mit barocken Okuli und Vorschussmauer, im Kern spätmittelalterlich, Fassade 18. Jahrhundert, 1980 umgebaut | D-2-62-000-33   | Wohnhaus, jetzt Studentenwohnheim                                                                                             |
| Bräugasse 13 (Standort)                                                                                        | Reste des Kettenstegs | Mit Granitquadern verblendete Pylonen, von Johann Seidl, 1869 An der Nord- und Südseite des ehemaligen Drahtsteggebäudes | D-2-62-000-34   | weitere Bilder |
| Bräugasse 16 (Standort)                                                                                        | Wohnhaus mit Laden | Dreigeschossiger Bau mit Stuckfassade und Vorschussmauer, im Kern wohl 2. Hälfte 17. Jahrhundert, Fassade 18. Jahrhundert, Ladeneinfassung 19. Jahrhundert | D-2-62-000-36   | Wohnhaus mit Laden |
| Bräugasse 17 (Standort)                                                                                        | Ehemaliges Wohnhaus, vermutlich ehemaliges Priesterhaus des Benediktinerinnenstiftes Niedernburg, jetzt Museum Moderner Kunst    | Aus vier einzelnen Häusern zusammengefügtes Anwesen um zentralen Innenhof mit Grabendach, dreieinhalbgeschossige Fassade mit horizontalem Abschluss und gotischem Flacherker, im Kern mittelalterlich, Hauskante bezeichnet mit 1558, 2. Hälfte 17. Jahrhundert | D-2-62-000-37   | Ehemaliges Wohnhaus, vermutlich ehemaliges Priesterhaus des Benediktinerinnenstiftes Niedernburg, jetzt Museum Moderner Kunst |
| Bräugasse 18; Hirschwirtsgaßl (Standort)                                                                       | Wohnhaus | Viergeschossiger Eckbau mit Vorschussmauer, im Kern 16./17. Jahrhundert, Fassade erneuert 1972, Hochwassermarke von 1501 Ehemaliger Gasthof zum Hirschen, viergeschossiger Bau mit spätbarocker Putzgliederung und Grabendach, Vorbau an der Südostseite, im Kern wohl 15./16. Jahrhundert, Fassade um 1800, Dachstuhl 1841/42 (dendrochronologisch datiert) Rückwärtig Schwibbogen über Hirschwirtsgaßl zu Bräugasse 18 | D-2-62-000-38   | Wohnhaus |
| Bräugasse 19 (Standort)                                                                                        | Ehemaliges Wohnhaus mit rückwärtigem ehemaligem Getreidespeicher                                                                 | Dreigeschossiger Bau mit Vorschussmauer, im Kern 16. Jahrhundert, 18. Jahrhundert, Erneuerung des Dachtragwerkes 1989 | D-2-62-000-39   | Ehemaliges Wohnhaus mit rückwärtigem ehemaligem Getreidespeicher                                                              |
| Bräugasse 21 (Standort)                                                                                        | Wohn- und ehemaliges Gasthaus | Viergeschossiger Bau um Lichthof, mit nach Norden hin abgewalmtem Satteldach und Vorschussmauer, 16./17. Jahrhundert, Balkonanbau von 1888, Aufstockung von 1934 | D-2-62-000-40   | Wohn- und ehemaliges Gasthaus                                                                                                 |
| Bräugasse 23 (Standort)                                                                                        | Ehemaliges Wohnhaus, jetzt Hotel                                                                                                 | Viergeschossiger Giebelbau mit Schweifgiebel, 2. Hälfte 17. Jahrhundert, Fassade erneuert | D-2-62-000-41   | Ehemaliges Wohnhaus, jetzt Hotel                                                                                              |
| Bräugasse 25 (Standort)                                                                                        | Ehemaliges Wohnhaus, 1878 bis 1980 Glasmalerei-Kunstanstalt, seit 1990 Hotel                                                     | Dreigeschossiger Bau mit runden Okuli und Vorschussmauer, im Kern mittelalterlich, nach 1680 nach den beiden großen Stadtbränden wieder aufgebaut und erneuert | D-2-62-000-42   | Ehemaliges Wohnhaus, 1878 bis 1980 Glasmalerei-Kunstanstalt, seit 1990 Hotel                                                  |
| Brunngasse 1 (Standort)                                                                                        | Wohn- und Geschäftshaus | Dreigeschossiger Backsteinbau in Ecklage mit Mansarddach und (Eck-)erkern, errichtet in Formen des Eklektizismus, von Bonifaz Kieffer, barocker Wappenstein, bezeichnet mit 1898 | D-2-62-000-51   | weitere Bilder |
| Brunngasse 12 (Standort)                                                                                       | Wohn- und Geschäftshaus | Viergeschossiger Walmdachbau in Ecklage, südlicher Gebäudeteil dreigeschossig, mit Mezzanin, im Kern wohl mittelalterlich, 2. Hälfte 17. Jahrhundert, an der Hausecke eingemauerte Hochwassermarke von 1787, Aufstockungen von 1923 und 1926, Neubau eines gemeinsamen Treppenhauses für beide Gebäudeteile von 1923, Fassade wohl Ende 19./Anfang 20. Jahrhundert | D-2-62-000-53   | weitere Bilder |
| Brunngasse 13 (Standort)                                                                                       | Wohn- und Geschäftshaus | Dreigeschossiger giebelseitiger Bau mit Satteldach, vor 1814, Dachtragwerk 1859 erneuert | D-2-62-000-54   | weitere Bilder |
| Brunngasse 17 (Standort)                                                                                       | Wohn- und Geschäftshaus | Dreigeschossiger giebelseitiger Bau mit Satteldach, im Kern 16. Jahrhundert, nach Brand 1859 erneuert, mit Putzgliederung von 1914 | D-2-62-000-56   | weitere Bilder |
| Brunngasse 19 (Standort)                                                                                       | Wohn- und Geschäftshaus | Dreigeschossiger giebelseitiger Bau mit Satteldach und Stützpfeiler, im Kern wohl 2. Hälfte 17. Jahrhundert, Dachtragwerk 1859 erneuert, Fassade um 1900 | D-2-62-000-57   | weitere Bilder |
| Brunngasse 23 (Standort)                                                                                       | Wohnhaus | Dreigeschossiger giebelseitiger Bau mit Satteldach, im Kern wohl 2. Hälfte 17. Jahrhundert, Fassade und Dachwerk 1859 erneuert, Reparatur der Kriegsschäden 1948/49 | D-2-62-000-59   | weitere Bilder |
| Domplatz (Standort)                                                                                            | Denkmal für König Maximilian I. Joseph von Bayern                                                                                | Bronzefigur auf Granitsteinsockel, von Christian Jorhan d. J., bezeichnet mit 1824 | D-2-62-000-74   | weitere Bilder |
| Domplatz 1; Nähe Domplatz (Standort)                                                                           | Domstift St Stephan mit Basilika, Kreuzgang und anschließenden Kapellen; mit Ausstattung                                         | Domkirche St. Stephan, dreischiffige Basilika mit Vierungskuppel, im Kern 13./14. Jahrhundert, spätgotischer Chor, von Hans Krumenauer begonnen 1407, von Hans Hesse fertiggestellt um 1440/50, Vierungsturm, um 1530, Langhaus, vollendet im späten 16. Jahrhundert, unter Mitwirkung von Carlo Lurago verändert 1668–1677, Westtürme 1674/75, Barockisierung im Inneren nach 1677, Turmoktogone 1896–1897, Grabkapelle der Grafen von Ortenburg, Saalbau, 14./15. Jahrhundert, mit Rotmarmorepitaphien aus der Herrenkapelle des 14.–16. Jahrhundert, zwischen dem nördlichen Querarm des Domes und der St. Andreaskapelle, Reste des Domkreuzgangs, 14. Jahrhundert, mit Rotmarmorgrabplatten und Epitaphien, 13.–19. Jahrhundert, an der Dom-Nordseite Portal zum Steinweg, reich skulptiert, vermutlich von Hans Hesse, um 1430 St. Andreaskapelle, sogenannte Herrenkapelle, Mortuarium der Domherren, dreischiffige Hallenkirche, 14. Jahrhundert, mit Rechteck-Chor von Hans Krumenauer, 1414, und Rotmarmorgrabplatten und Epitaphien, 15.–16. Jahrhundert Lambergkapelle, Mausoleum für Fürstbischof Johann Philipp Graf von Lamberg, Saalbau mit abgeschrägter Ecke, von Jakob Pawagner, 1710 Trenbachkapelle, Grabkapelle des Fürstbischofs Urban von Trenbach, 1572, Rotmarmorepitaphien des 16.–18. Jahrhundert | D-2-62-000-64   | weitere Bilder |
| Domplatz 2 (Standort)                                                                                          | Ehemaliges Gästehaus, sogenannte Sala terrena, sogenanntes Neugebäude, ab 1750 Domherrenhof                                      | Zweigeschossige Vierflügelanlage um einen Innenhof mit Walmdach und barocker Fassadengliederung, unter Fürstbischof Johann Philipp Graf von Lamberg durch Jakob Pawagner erbaut, 1708–1712, zahlreiche Umbauten und Veränderungen im 20./21. Jahrhundert, zuletzt Ausbau des Dachgeschosses und Einbau eines Cafés von 2009/10 | D-2-62-000-65   | weitere Bilder |
| Domplatz 3 (Standort)                                                                                          | Ehemalige Domkapitelkurie und Rentamt, heute kirchliches Verwaltungsgebäude, sogenanntes Bischof-Altmann-Haus                    | Dreigeschossige Vierflügelanlage um einen Innenhof, um 1725, an der Nordseite des Innenhofs geschlossener Arkadengang, Mitte 16. Jahrhundert, Umbau Nordtrakt 1902, Umbau 1963 | D-2-62-000-66   | weitere Bilder |
| Domplatz 4 (Standort)                                                                                          | Dompropstei, sogenannter Barbarahof                                                                                              | Zweigeschossige Vierflügelanlage um einen Innenhof, 1632 wesentlich erweitert und umgebaut, im Kern möglicherweise älter Nordflügel mit St. Barbarakapelle, Saalbau mit dreigeschossiger Barockfassade, 1240 errichtet, 1632 wesentlich erweitert und umgebaut; mit Ausstattung | D-2-62-000-67   | weitere Bilder |
| Domplatz 5 (Standort)                                                                                          | Ehemaliger Kanonikatshof Starzhausen, seit 1843 Seminar, heute Bischöfliches Priesterseminar St Stephan                          | Viergeschossige Vierflügelanlage um einen Innenhof, mit Walmdach und barocker Fassadengliederung, Anlage nach dem Stadtbrand von 1662 neu erbaut, im Kern älter, Aufstockung von 1861, im Zweiten Weltkrieg beschädigt Westlicher Erweiterungsbau mit Seminarkirche, neubarocker Zentralbau, baulich verbunden mit dreigeschossigem Walmdachbau und Kuppelturm, von Johann Baptist Schott, 1905–1907, mit Ausstattung Kolossale Steinfiguren, von Fidelis Schönlaub, bezeichnet mit 1865; der Nordfassade vorgestellt und baulich verbunden | D-2-62-000-68   | weitere Bilder |
| Domplatz 6 (Standort)                                                                                          | Ehemaliger Kanonikatshof Lamberg, sogenannter Starhemberghof                                                                     | Dreigeschossiger Bau mit Mittelrisalit, Attika und reich gegliederter Fassade, erbaut im Stil spätbarocker Palastarchitektur, 1724 | D-2-62-000-69   | weitere Bilder |
| Domplatz 7; Domplatz 7 a (Standort)                                                                            | Ehemaliger Kanonikatshof Migazzi, später Seminar                                                                                 | Viergeschossige Vierflügelanlage um einen Innenhof, errichtet 1735 unter Verwendung älterer Bauteile, Ostflügel im Kern noch Ende 16. Jahrhundert, Aufstockung 1841 Rückgebäude, sogenannter Heinrichsbau, viergeschossiger neubarocker Bau mit Mansardwalmdach, 1865 Nordtrakt, Festsaal mit Theaterbühne, im Obergeschoss Hauskapelle St Valentin, 1956 | D-2-62-000-70   | weitere Bilder |
| Domplatz 8 (Standort)                                                                                          | Ehemaliges Nebengebäude des Domherrenhofes Welsberghof (siehe Steinweg 11), 1821 Umbau zum sogenannten Domvikarstöckl            | Zweigeschossiger Eckbau mit Vorschussmauer, Erdgeschossrustizierung und querovalen Blendokuli, im Kern 17./18. Jahrhundert, Umbau von 1976 bis 1978 | D-2-62-000-71   | weitere Bilder |
| Domplatz 9 (Standort)                                                                                          | Ehemaliges Nebengebäude des Kanonikatshofes Fugger (Steinweg 9), später Knabenseminar, seit 1890 Dompfarrhof St. Stephan         | Dreigeschossiger Bau mit Vorschussmauer und Erdgeschossrustizierung, im Kern wohl 2. Hälfte 17. Jahrhundert, Umbau von 1890. | D-2-62-000-72   | weitere Bilder |
| Domplatz 11; Steinweg 5 (Standort)                                                                             | Ehemaliger Domherrenhof, sogenannter Alt-Daun-Hof, jetzt Landratsamt                                                             | Dreigeschossiger Eckbau mit Walmdach und barocker Fassadengestaltung, nach dem Stadtbrand 1662 weitgehend neu errichtet, ausgebaut um 1720, Umbau 1980 Ehemaliges Rückgebäude, zweigeschossiger Traufseitbau mit Okulizone und horizontal abschließender Fassade, bezeichnet mit 1621, im Kern zum Teil spätgotisch, Umbau 1981 Brunnenbecken, 18. Jahrhundert, mit Speikopf, 15. Jahrhundert; in der Ostmauer Daneben seit 2003 der sogenannte Passauer Tölpel, ein wohl vom mittelalterlichen Dom stammender Steinkopf und eines der Wahrzeichen von Passau | D-2-62-000-73   | weitere Bilder |
| Fischmarktgasse 8 (Standort)                                                                                   | Wohnhaus | Viergeschossiger Bau mit horizontal abschließender Fassade, im Kern 16. Jahrhundert, erneuert nach 1680, Dachgeschossausbau mit Flachdach von 1934, zugehörig zweigeschossiger Vorbau mit Grabendach und vorkragendem Obergeschoss, 17./18. Jahrhundert, Umbauten 1874 und 1909. | D-2-62-000-94   | Wohnhaus |
| Gablergasse 2 (Standort)                                                                                       | Wohnhaus mit ehemaliger Gaststätte                                                                                               | Komplex aus zwei Gebäudetrakten mit Innenhof bestehend, nördlich dreigeschossiger Eckbau mit Vorschussmauer, spätbarocker Putzgliederung und Okuli, südlich dreigeschossiger Giebelbau mit Erker, im Kern 16. Jahrhundert, nach 1680 nach den beiden großen Stadtbränden erneuert, bauliche Veränderungen 2. Hälfte 19. Jahrhundert und frühes 20. Jahrhundert | D-2-62-000-108  | Wohnhaus mit ehemaliger Gaststätte                                                                                            |
| Gablergasse 4 (Standort)                                                                                       | Wohnhaus | Zwei- bzw. dreigeschossiger Bau mit leicht vorkragendem Obergeschoss und Vorschussmauer, im Kern 15. Jahrhundert, Haustür vom 1850/51, umgebaut 2. Hälfte 17. Jahrhundert und 1. Hälfte 20. Jahrhundert | D-2-62-000-109  | BW |
| Gottfried-Schäffer-Straße 1, 3; 5 und 7; Gottfried-Schäffer-Straße (Standort)                                  | Ladenzeile | Eingeschossiger Mansarddachbau mit hohem, konkav einschwingendem Natursteinfundament an der Ostseite, in Verlängerung des nördlichen Innbrückenkopfes, 1768, 1921 eingestürzt und wieder aufgebaut Gegenüber Brunnen, mit steinernem, konvex gewölbtem Brunnenbecken, 1768 | D-2-62-000-205  | Ladenzeile |
| Gottfried-Schäffer-Straße 2 (Standort)                                                                         | Ehemaliges Redoutengebäude, errichtet als Tanz- und Ballhaus, jetzt Teil des Stadttheaters                                       | Langgestreckter zweieinhalbgeschossiger Bau mit frühklassizistischer Flachputzgliederung und Attika, erbaut von Johann Georg Hagenauer, 1784, Instandsetzung 1995–1997 | D-2-62-000-206  | Ehemaliges Redoutengebäude, errichtet als Tanz- und Ballhaus, jetzt Teil des Stadttheaters                                    |
| Gottfried-Schäffer-Straße 4 (Standort)                                                                         | Ehemaliges Ballhaus, 1770 Hoftheater, ab 1774 Fürstbischöfliches Komödien- und Opernhaus, ab 1882 Stadttheater                   | Dreigeschossiger Mansardwalmdachbau mit klassizistischer Flachputzgliederung, erbaut 1645, 1662 nach Stadtbrand wieder aufgebaut, 1770 und 1774 erweitert, grundlegender Umbau durch Johann Georg Hagenauer 1783–1786, im 19./20. Jahrhundert mehrfach umgestaltet, Dachtragwerk erneuert | D-2-62-000-207  | weitere Bilder |
| Gottfried-Schäffer-Straße 6; Unterer Sand 5 (Standort)                                                         | Wohn- und Geschäftshaus | Viergeschossiger Bau mit horizontal abschließender Fassade, südliche Haushälfte mit Mansarddach und Türmchen, im Kern 2. Hälfte 17. Jahrhundert | D-2-62-000-621  | Wohn- und Geschäftshaus |
| Gottfried-Schäffer-Straße 8; Unterer Sand 7 (Standort)                                                         | Wohnhaus | Dreigeschossiger Bau mit barockisierendem Fassadendekor und Vorschussmauer, 16. Jahrhundert | D-2-62-000-622  | Wohnhaus |
| Gottfried-Schäffer-Straße 16 (Standort)                                                                        | Wohnhaus | Viergeschossiger Traufseitbau mit Mezzanin, und Satteldach, Putzfassade im historisierenden Stil, am Türsturz bezeichnet mit 1768, 1872 Eingang um eine Achse nach rechts verlegt, von Bonifaz Kieffer 1876/78 aufgestockt | D-2-62-000-210  | Wohnhaus |
| Grabengasse 7 (Standort)                                                                                       | Wohn- und Geschäftshaus | Dreigeschossiger Bau mit Vorschussmauer, im Kern von 1512, nach 1680 nach den beiden großen Stadtbränden wieder aufgebaut, Umbauten im 19. und 20. Jahrhundert | D-2-62-000-111  | weitere Bilder |
| Grabengasse 9 (Standort)                                                                                       | Wohn- und Geschäftshaus | Dreigeschossiger Bau mit Vorschussmauer, nach 1680 nach dem zweiten großen Stadtbrand wieder aufgebaut, Umbau der Ladenfront von 1897, Veränderungen im 20. Jahrhundert | D-2-62-000-112  | Wohn- und Geschäftshaus |
| Grabengasse 10 (Standort)                                                                                      | Wohn- und Geschäftshaus | Dreigeschossiger Bau mit Vorschussmauer, Erdgeschossquaderung und Fassadenstuck, nach 1680 nach den beiden großen Stadtbränden weitgehend erneuert, Umbauten 1884, Fassade vor 1892, Ladeneinbau 1892 und Umgestaltung 1956 | D-2-62-000-113  | weitere Bilder |
| Grabengasse 12 (Standort)                                                                                      | Ehemaliges Wohn- und Handwerkerhaus                                                                                              | Viergeschossiger Bau mit Vorschussmauer, im Kern spätmittelalterlich, nach den Stadtbränden 1662 und 1680 erneuert, Aufstockung um 1800, Umbauten im 19. und 20. Jahrhundert | D-2-62-000-114  | weitere Bilder |
| Grabengasse 13 (Standort)                                                                                      | Wohn- und Geschäftshaus | Dreigeschossiger Bau mit Vorschussmauer, nach 1680 nach den beiden großen Stadtbränden erneuert, Fassadenerneuerung 1914 | D-2-62-000-115  | weitere Bilder |
| Grabengasse 14 (Standort)                                                                                      | Wohn- und Geschäftshaus | Dreigeschossiger Bau mit Vorschussmauer, im Kern wohl mittelalterlich, nach 1680 nach den beiden großen Stadtbränden erneuert, 1980 umgebaut | D-2-62-000-116  | weitere Bilder |
| Grabengasse 15 (Standort)                                                                                      | Wohn- und Geschäftshaus | Dreigeschossiger Bau mit Vorschussmauer, nach 1680 nach dem zweiten großen Stadtbrand wieder aufgebaut, Umbauten 1884, Fassade erneuert 1961 | D-2-62-000-117  | weitere Bilder |
| Grabengasse 17 (Standort)                                                                                      | Wohn- und Geschäftshaus | Viergeschossiger Bau mit geknickter Front und horizontal abschließender Fassade, im Kern 1. Hälfte 19. Jahrhundert, Dachwerk südlicher Teil und Fassade insgesamt erneuert | D-2-62-000-118  | weitere Bilder |
| Grabengasse 19 (Standort)                                                                                      | Wohn- und Geschäftshaus | Dreigeschossiger Bau mit Vorschussmauer, wohl vor 1815, Mitte 20. Jahrhundert Erdgeschoss neu gestaltet und Dachwerk erneuert | D-2-62-000-119  | weitere Bilder |
| Grabengasse 21 (Standort)                                                                                      | Wohn- und Geschäftshaus | Dreigeschossiger Bau mit Vorschussmauer, nach 1680 nach dem zweiten großen Stadtbrand wieder aufgebaut, 1877 zwei Läden eingebaut, Fassadenänderungen von 1934 und 1987 | D-2-62-000-120  | weitere Bilder |
| Grabengasse 22 (Standort)                                                                                      | Ehemaliges Wohn- und Handwerkerhaus                                                                                              | Dreigeschossiger Bau mit Vorschussgiebel, im Kern spätmittelalterlich, nach 1680 nach den beiden großen Stadtbränden wieder aufgebaut, Überbauung des Bankgässchens zwischen 1827 und 1874, Ladeneinbau 1919 | D-2-62-000-776  | weitere Bilder |
| Grabengasse 23 (Standort)                                                                                      | Wohn- und Geschäftshaus | Viergeschossiger Bau mit horizontal abschließender Fassade und frühklassizistischer Putzgliederung, 17./18. Jahrhundert, Aufstockung von 1827, Fassade im 20. Jahrhundert erneuert | D-2-62-000-121  | weitere Bilder |
| Grabengasse 25 a (Standort)                                                                                    | Wohn- und Geschäftshaus | Zweigeschossiger Eckbau, im Kern wohl mittelalterlich, 2. Hälfte 17. Jahrhundert, Dachtragwerk erneuert und Ladeneinbau im 20. Jahrhundert | D-2-62-000-122  | weitere Bilder |
| Grabengasse 26 (Standort)                                                                                      | Wohn- und Geschäftshaus | Dreigeschossiger giebelseitiger Bau mit spätklassizistischer Fassadengestaltung, nach 1680 nach den beiden großen Stadtbränden wieder aufgebaut, um 1881 mit dem 1879 errichteten Rückgebäude zu einem Bau verbunden, Fassade von 1884, Erneuerung des Dachtragwerkes 1968, weitere mehrfache Veränderungen 2. Hälfte 20. Jahrhundert | D-2-62-000-123  | weitere Bilder |
| Grabengasse 27 (Standort)                                                                                      | Wohn- und Geschäftshaus | Dreigeschossiger Traufseitbau mit Satteldach und historisierender Fassadengliederung, nach 1680 nach den beiden großen Stadtbränden wieder aufgebaut, Fassade und Aufstockung 1876 | D-2-62-000-124  | weitere Bilder |
| Grabengasse 28 (Standort)                                                                                      | Wohn- und Geschäftshaus, ehemaliges Wirtshaus                                                                                    | Dreigeschossiger Bau mit Flachputzgliederung und Vorschussmauer, nach 1680 nach den zwei großen Stadtbränden wieder aufgebaut und erneuert um 1690, Innenumbauten und Dachtragwerk erneuert 1882, Fassade erneuert 1982 | D-2-62-000-125  | weitere Bilder |
| Grabengasse 29 (Standort)                                                                                      | Wohn- und Geschäftshaus | Viergeschossiger Eckbau mit Vorschussmauer, nach 1680 nach den beiden großen Stadtbränden wieder errichtet und erneuert, Ladeneinbau 1830, Aufstockung 1847, Fassadenerneuerung 1972 | D-2-62-000-126  | Wohn- und Geschäftshaus |
| Grabengasse 30 (Standort)                                                                                      | Wohn- und Geschäftshaus | Viergeschossiger Bau mit Vorschussmauer, wohl 18. Jahrhundert, Veränderungen 1887, Aufstockung 1938, Erdgeschoss modern überformt | D-2-62-000-127  | weitere Bilder |
| Grabengasse 32 (Standort)                                                                                      | Wohn- und Geschäftshaus | Viergeschossiger Bau mit Vorschussmauer, spätes 17./18. Jahrhundert, Aufstockung nach 1895 und vor 1924, Fassadenneugestaltung vor 1960 | D-2-62-000-128  | Wohn- und Geschäftshaus |
| Grabengasse 34 (Standort)                                                                                      | Wohn- und Geschäftshaus | Viergeschossiger Eckbau mit flachem Walmdach und barockisierender Fassadengliederung, 17./18. Jahrhundert, Dachtragwerk erneuert 1930 und 1946, Fassade Obergeschosse vor 1951 erneuert, Plattenverkleidung 1968 | D-2-62-000-129  | weitere Bilder |
| Große Klingergasse 1 (Standort)                                                                                | Wohn- und Geschäftshaus | Dreigeschossiger giebelständiger Satteldachbau mit historisierender Stuckfassade und Ziergiebel, 1869, Ladeneinbau 1885 | D-2-62-000-131  | Wohn- und Geschäftshaus |
| Große Klingergasse 5 (Standort)                                                                                | Wohn- und Geschäftshaus | Viergeschossiger Bau mit Fassadengliederung in Formen des Spätklassizismus, im Kern mittelalterlich, nach 1680 nach den beiden großen Stadtbränden wieder aufgebaut, Aufstockung und Ladeneinbau 1885/86, Fassade des Erdgeschosses 1989 rekonstruiert | D-2-62-000-741  | Wohn- und Geschäftshaus |
| Große Klingergasse 6 (Standort)                                                                                | Wohn- und Geschäftshaus | Dreigeschossiger Traufseitbau mit Mezzanin und Walmdach, nach 1680 nach den beiden großen Stadtbränden wieder aufgebaut, Ladeneinbau von 1873, Fassade mit biedermeierlich geprägtem Stuckdekor von 1912, Erdgeschossfassade um 1965 erneuert | D-2-62-000-132  | Wohn- und Geschäftshaus |
| Große Klingergasse 8 (Standort)                                                                                | Wohn- und Geschäftshaus | Viergeschossiger Traufseitbau mit Krüppelwalmdach und kräftigem Gebälk zwischen dritten und vierten Obergeschoss, im Kern mittelalterlich, nach 1680 nach den beiden großen Stadtbränden wieder aufgebaut, Fassade in Formen des Spätklassizismus von 1841, Aufstockungen von 1844 und 1983 | D-2-62-000-134  | Wohn- und Geschäftshaus |
| Große Klingergasse 10 (Standort)                                                                               | Wohnhaus mit Gaststätte | Viergeschossiger Eckbau mit Mansarddach, 17./18. Jahrhundert, Fassade 1875, Aufstockung 1883 | D-2-62-000-135  | Wohnhaus mit Gaststätte |
| Große Klingergasse 11 (Standort)                                                                               | Wohn- und Geschäftshaus, ehemaliges Gasthaus                                                                                     | Neubarocker fünfgeschossiger Walmdachbau, im Kern 2. Hälfte 17. Jahrhundert, bauliche Veränderungen 1884 und 1891, Aufstockung und Umbauten 1927/28, umgebaut 1976 | D-2-62-000-136  | Wohn- und Geschäftshaus, ehemaliges Gasthaus                                                                                  |
| Große Messergasse 1; Große Messergasse 3 (Standort)                                                            | Wohn- und Geschäftshaus | Aus zwei zusammengesetzten dreigeschossigen Bauten mit Walm- und Satteldach mit abgeschrägter Ecke, Mezzanin und rustiziertem Erdgeschoss, westlicher Trakt mit erneuerter Fassadenmalerei, 2. Hälfte 17. Jahrhundert, seit 17./18. Jahrhundert mit durchgehender Erdgeschossgestaltung vereinigt, 1861 aufgestockt, Fassaden 17. und 19. Jahrhundert | D-2-62-000-137  | Wohn- und Geschäftshaus |
| Große Messergasse 2 (Standort)                                                                                 | Ehemalige Stadtapotheke | Aus zwei einzelnen Häusern zusammengefügter, dreigeschossiger Walmdachbau, Fassade mit Attika, Putzdekor und schmiedeeisernen Fensterläden im Erdgeschoss, im Kern mittelalterlich, Fassade von 1728, Erdgeschossumbau 1986; mit Ausstattung Mit Hauskapelle, sogenannter Margarethenkapelle, im Kellergeschoss an der Südostecke, 13. Jahrhundert | D-2-62-000-138  | weitere Bilder |
| Große Messergasse 4 (Standort)                                                                                 | Wohn- und Geschäftshaus | Viergeschossiger Walmdachbau in Ecklage mit flachem Stuckdekor, im Kern 16./17. Jahrhundert, 1874 aufgestockt, Fassadenänderungen von 1889/91 und 1927 erneuert | D-2-62-000-140  | weitere Bilder |
| Große Messergasse 6 (Standort)                                                                                 | Wohn- und Geschäftshaus | Dreigeschossiger Halbwalmbau mit Mezzanin, Vorschussmauer und Erdgeschossrustizierung, 2. Hälfte 17. Jahrhundert, Dachtragwerk 1794 (dendro. dat.), Fassadengestaltung des 19. Jahrhunderts 1970 rekonstruiert | D-2-62-000-141  | Wohn- und Geschäftshaus |
| Große Messergasse 8 (Standort)                                                                                 | Gasthaus zum Hoffragner | Viergeschossiger Walmdachbau mit horizontal abschließender Fassade, nach 1680 nach den beiden großen Stadtbränden wieder aufgebaut, 1829 aufgestockt, bauliche Veränderungen von 1881 und 1883, Ausleger 19. Jahrhundert, erneuernde Umbauten im Inneren von 1982 und 1997 | D-2-62-000-142  | Gasthaus zum Hoffragner |
| Große Messergasse 10 (Standort)                                                                                | Wohn- und Geschäftshaus | Viergeschossiger Bau mit horizontal abschließender Fassade und Putzgliederung, nach 1680 nach den beiden großen Stadtbränden wieder aufgebaut, wohl vor 1892 aufgestockt, Erdgeschossfassade 1925 erneuert | D-2-62-000-143  | Wohn- und Geschäftshaus |
| Große Messergasse 12 (Standort)                                                                                | Wohn- und Geschäftshaus | Viergeschossiger Halbwalmbau mit horizontal abschließender Fassade und Putzgliederung, nach 1680 nach den beiden großen Stadtbränden wieder aufgebaut, vor 1891 aufgestockt, Fassade vor 1910 erneuert | D-2-62-000-144  | Wohn- und Geschäftshaus |
| Große Messergasse 14 (Standort)                                                                                | Wohn- und Geschäftshaus | Viergeschossiger Walmdachbau mit horizontal abschließender Fassade und Putzgliederung, im Kern 16./17. Jahrhundert, Fassade 2. Hälfte 17. Jahrhundert, im 19. Jahrhundert aufgestockt. | D-2-62-000-145  | Wohn- und Geschäftshaus |
| Heiliggeistgasse 2, 4 und 6 (Standort)                                                                         | Ehemaliges Franziskanerkloster                                                                                                   | Vierflügelanlage mit dreigeschossigen Satteldachbauten und ehemaligem Kreuzgang, westlich anschließend dreigeschossiger Frackdachbau mit Langhausrest der Votivkirche als Vorschussmauer, im Kern 1586–1588, Wiederaufbau nach Stadtbrand 1680–1686, Stiftsschenke 1857 vom oberen Stockwerk ins Erdgeschoss verlegt, Veränderungen 20. Jahrhundert; mit Ausstattung Ehemalige Klosterkapelle St. Anna, einschiffiger Saalraum mit hohen Rundbogenfenstern, von Giovanni Spazzo und Leonhard Uttner, 1588, profaniert 1803; im Nordflügel | D-2-62-000-148  | Ehemaliges Franziskanerkloster                                                                                                |
| Heiliggeistgasse 8 (Standort)                                                                                  | Spitalkirche Heiliggeist | Zunächst einschiffige Anlage im Kern von 1345, Erweiterung zu einer zweischiffigen Hallenkirche mit Polygonchor und südlichem Dachreiter 1442, nach Stadtbränden von 1512, 1662 und 1680 Wiederherstellung und Barockisierung 1721, unter Bischof Heinrich Hofstätter Regotisierung 1862–1865, Restaurierung der Raumschale 1947, Profanierung 2001; mit Ausstattung | D-2-62-000-150  | Spitalkirche Heiliggeist |
| Heiliggeistgasse 8 a (Standort)                                                                                | Ehemaliges Heiliggeistspital, Sogenanntes Stöckl, jetzt Seniorenheim                                                             | Dreigeschossige Dreiflügelanlage, Südfront mit Vorschussmauer, urkundlich erwähnt 1347, aufgestockt vor 1864, Umbauten 17. Jahrhundert, 18. Jahrhundert und 19. Jahrhundert, grundlegende Sanierung 1990–1994 | D-2-62-000-151  | weitere Bilder |
| Heiliggeistgasse 10 (Standort)                                                                                 | Ehemaliges Krankenhaus, seit 1971 Staatliche Fachoberschule und Berufsoberschule                                                 | Dreigeschossige Dreiflügelanlage mit Walmdach, Dachgauben und spätbarocker Fassadengliederung, Rückflügel mit Halbwalmdächern, errichtet unter Fürstbischof Leopold Ernst von Firmian 1770–1775, grundlegende Instandsetzung von 1978 | D-2-62-000-152  | Ehemaliges Krankenhaus, seit 1971 Staatliche Fachoberschule und Berufsoberschule                                              |
| Heiliggeistgasse 11 (Standort)                                                                                 | Ehemalige Fürstbischöfliche Wagenremise, 1814–1872 königliches Salzamtsgebäude, seit 1991 Dienstgebäude des Amtsgerichts         | Zweigeschossiger langgestreckter Trakt mit barocker Putzgliederung, bauzeitlichem, liegendem Kehlbalkendach, Wappenkartusche über dem Haupteingang bezeichnet mit 1692 | D-2-62-000-153  | Ehemalige Fürstbischöfliche Wagenremise, 1814–1872 königliches Salzamtsgebäude, seit 1991 Dienstgebäude des Amtsgerichts      |
| Heiliggeistgasse 12 (Standort)                                                                                 | Ehemaliges städtisches Zeughaus, seit 1975/76 Jugendzentrum                                                                      | Eingeschossiger Satteldachbau mit straßenseitigem Treppengiebel und gestelztem Erdgeschoss, um 1425, Umbauten von 1620 und 20. Jahrhundert | D-2-62-000-154  | Ehemaliges städtisches Zeughaus, seit 1975/76 Jugendzentrum                                                                   |
| Heiliggeistgasse 13; Hennengasse 4 (Standort)                                                                  | Wohn- und Geschäftshaus, 1814–1872 Königliches Salzamt                                                                           | Viergeschossiger Eckbau mit Mansarddach, im Kern wohl 18. Jahrhundert, Aufstockung von 1894, Dachausbau und Erneuerung des Dachtragwerkes 1963–1965 | D-2-62-000-159  | Wohn- und Geschäftshaus, 1814–1872 Königliches Salzamt                                                                        |
| Heiliggeistgasse 15 (Standort)                                                                                 | Wohnhaus und ehemaliges Magazingebäude                                                                                           | Zweigeschossiger Eckbau mit Halbwalmdach, 1866 | D-2-62-000-155  | Wohnhaus und ehemaliges Magazingebäude                                                                                        |
| Heiliggeistgasse 23 (Standort)                                                                                 | Gasthof zum Einhorn | Dreigeschossiger Bau mit abgewalmten Grabendach und Vorschussmauer, im Kern 2. Hälfte 17. Jahrhundert, 1980er Jahre Sanierung und Dachgeschossausbau mit Veränderung der Dachneigung | D-2-62-000-156  | BW |
| Hennengasse 2 (Standort)                                                                                       | Wohnhaus | Dreigeschossiger giebelständiger Bau mit Mansardwalmdach, im Kern 2. Hälfte 17. Jahrhundert, wohl 19. Jahrhundert aufgestockt, Dachgeschossausbau von 1904 | D-2-62-000-158  | Wohnhaus |
| Heuwinkel 2 (Standort)                                                                                         | Wohn- und Geschäftshaus | Dreigeschossiger Bau mit Vorschussmauer, 17. /18. Jahrhundert, im Kern wohl älter, südliche Erdgeschossfassade bis auf korbbogigen Eingang modern überformt | D-2-62-000-160  | Wohn- und Geschäftshaus |
| Heuwinkel 4 (Standort)                                                                                         | Wohn- und Geschäftshaus | Dreigeschossiger Bau mit Krüppelwalmdach und Vorschussmauer, im Kern wohl spätmittelalterlich, 18. Jahrhundert, Ladenausbau modern überformt | D-2-62-000-161  | weitere Bilder |
| Heuwinkel 5 (Standort)                                                                                         | Wohn- und Geschäftshaus | Dreigeschossiger Bau mit Rundbogenfenstern und Mansardwalmdach mit vier Stehgauben, 1. Hälfte 19. Jahrhundert, Dachwerk von 1891 | D-2-62-000-162  | Wohn- und Geschäftshaus |
| Heuwinkel 6 (Standort)                                                                                         | Wohn- und Geschäftshaus | Dreigeschossiger Bau mit Vorschussmauer und spätbarockem Fassadenstuck, am Türsturz bezeichnet mit 1748, 1905 Einbau einer Schaufensterfront und seither modern überformt, Fassade 1984 rekonstruiert | D-2-62-000-163  | weitere Bilder |
| Heuwinkel 8 (Standort)                                                                                         | Wohn- und Geschäftshaus | Dreigeschossiger Bau mit Vorschussmauer, nach 1680 nach den beiden großen Stadtbränden zwei Häuser vereint und neu aufgebaut, durch Ladeneinbau im 20. Jahrhundert stark verändert, Dachwerk 1967/68 erneuert | D-2-62-000-164  | Wohn- und Geschäftshaus |
| Heuwinkel 9 (Standort)                                                                                         | Wohn- und Geschäftshaus | Dreigeschossiger Bau mit Eckerker, Erdgeschossquaderung und Mansarddach mit Stehgauben, 1. Hälfte 19. Jahrhundert, Eckvorbau von 1881, Dachwerk von 1887 | D-2-62-000-165  | weitere Bilder |
| Heuwinkel 10 (Standort)                                                                                        | Wohnhaus, Standort des ehemaligen Stadtturmes                                                                                    | Dreigeschossiger Eckbau mit Rund- und Kastenerker, Vorschussmauer und Okuli, von Karl Kieffer, 1912/13, Erdgeschoss modern überformt | D-2-62-000-166  | weitere Bilder |
| Höllgasse 3 (Standort)                                                                                         | Wohn- und Geschäftshaus | Dreigeschossiger Bau mit Vorschussmauer und Okuli, 2. Hälfte 17. Jahrhundert, Instandsetzung, Umbauten und Erneuerung des Dachtragwerkes 2. Hälfte 20. Jahrhundert | D-2-62-000-171  | Wohn- und Geschäftshaus |
| Höllgasse 5 (Standort)                                                                                         | Wohnhaus | Dreigeschossiger Bau mit Okuli und giebelständigem Satteldach, 2. Hälfte 17. Jahrhundert, Überformung des Erdgeschosses 2. Hälfte 20. Jahrhundert | D-2-62-000-173  | Wohnhaus |
| Höllgasse 7; Steiningergasse 3 a (Standort)                                                                    | Gasthof Grüner Baum | Dreigeschossiger Bau mit horizontal abschließender Fassade, im Kern 17. Jahrhundert, Gastbetrieb eingerichtet im 19. Jahrhundert, Dachtragwerk und Erdgeschossgestaltung 2. Hälfte 20. Jahrhundert | D-2-62-000-174  | Gasthof Grüner Baum |
| Höllgasse 9 (Standort)                                                                                         | Wohnhaus | Zweiteilig aus dreigeschossigem, giebelseitigen Satteldachbau und westlichem, zweigeschossigem Pultdachbau mit vorkragendem Obergeschoss, im Kern wohl mittelalterlich, 19. Jahrhundert, Aufstockung des östlichen Baus und Dachanhebung des westlichen Baus 2. Hälfte 20. Jahrhundert | D-2-62-000-175  | Wohnhaus |
| Höllgasse 12 (Standort)                                                                                        | Wohnhaus | Dreigeschossiger Bau aus drei Einzelhäusern vereinigt, südlich horizontal abschließender Fassade, dendro dat. 1552, Bauinschrift über spitzbogigen Portal bezeichnet mit 1565, Dachstuhl nach Stadtbrand von 1680 erneuert, Dachstuhlausbau 1958, grundlegende Instandsetzung 1998–2000 | D-2-62-000-178  | Wohnhaus |
| Höllgasse 13 (Standort)                                                                                        | Wohnhaus | Viergeschossiger Walmdachbau mit Vorschussmauer, im Kern mittelalterlich, nach 1680 nach den beiden großen Stadtbränden wieder aufgebaut, Aufstockung wohl im 19. Jahrhundert, Instandsetzung und Umbau 1987–1989 | D-2-62-000-179  | Wohnhaus |
| Höllgasse 14 (Standort)                                                                                        | Wohnhaus, seit 19. Jahrhundert Gaststätte                                                                                        | Viergeschossiger Bau mit Vorschussmauer und dreigeschossigem nördlichen Anbau, im Kern 15. Jahrhundert, Wiederaufbau 1662, Portal bezeichnet mit 1662, Instandsetzung des Wohnhauses und Erneuerung des Dachwerkes 1987, Abtrag und Erneuerung des zweiten Obergeschosses 2000/2001 | D-2-62-000-180  | weitere Bilder |
| Höllgasse 15 (Standort)                                                                                        | Wohnhaus | Dreigeschossiger Grabendachbau mit zwei parallelen Satteldächern und Vorschussmauer, im Kern mittelalterlich, nach 1680 nach den beiden großen Stadtbränden wieder errichtet, Ladeneinbau von 1898, Dachgeschossausbau mit Okuli und Rückbau des Ladeneinganges 2. Hälfte 20. Jahrhundert | D-2-62-000-181  | Wohnhaus |
| Höllgasse 17 (Standort)                                                                                        | Wohnhaus | Viergeschossiger Bau mit einseitig abgewalmten Satteldach und Vorschussmauer, 2. Hälfte 17. Jahrhundert, Ladeneinbau und Erdgeschossfassade von 1883 | D-2-62-000-183  | Wohnhaus |
| Höllgasse 19 (Standort)                                                                                        | Wohnhaus | Viergeschossiger Bau mit horizontal abschließender Fassade, spätgotischen Fenstergewänden und Innenhof, im Kern mittelalterlich, barockisierende Fassade bezeichnet mit 1663, Ladeneinbau und Aufstockung 1926/29, Sanierung 1988–1990 | D-2-62-000-185  | Wohnhaus |
| Höllgasse 20 (Standort)                                                                                        | Gasthaus zum blauen Bock | Dreigeschossiger Walmdachbau, im Kern 16. Jahrhundert, Umbauten im Erdgeschoss und Aufstockung von 1925/1928 Sandsteinrelief, in Einfriedungsmauer, zum Teil verputzt, eingelassen, bezeichnet mit 1525 | D-2-62-000-186  | Gasthaus zum blauen Bock |
| Höllgasse 21 (Standort)                                                                                        | Wohnhaus | Viergeschossiger Bau mit Vorschussmauer, im Kern mittelalterlich, Fassade Spätbarock nach 1660, Sanierung 1988–1990 | D-2-62-000-187  | Wohnhaus |
| Höllgasse 23 (Standort)                                                                                        | Wohnhaus | Viergeschossiger Satteldachbau mit Vorschussmauer, im Kern mittelalterlich, Fassade Spätbarock nach 1660, Aufstockung von 1884, Sanierung 1988–1990 | D-2-62-000-189  | Wohnhaus |
| Höllgasse 24 (Standort)                                                                                        | Ehemalige Mütterschule | Viergeschossiger Walmdachbau, zwei Bauten miteinander vereint, Umfassungsmauern wohl 2. Hälfte 17. Jahrhundert, 19. Jahrhundert, 1888, 1920er und 1950er Umbauten von 1888, der 1920er und 1950er Jahre, Aufstockung von 1925, Instandsetzung von 1984/85 | D-2-62-000-190  | Ehemalige Mütterschule |
| Höllgasse 26 (Standort)                                                                                        | Gasthaus zum Tiroler, 1558–1775 Bürgerspital, seit 1844 Wirtshaus                                                                | Viergeschossiger Satteldachbau mit Vorschussmauer und spätgotischen Fenstergewänden, 15./16. Jahrhundert, Umbau im frühen 19. Jahrhundert, Instandsetzung und Umbau 1984 und 2008 | D-2-62-000-192  | weitere Bilder |
| Höllgasse 28 (Standort)                                                                                        | Wohnhaus | Viergeschossiger Traufseitbau mit Satteldach, im Kern 2. Hälfte 17. Jahrhundert, altanartiger Treppenaufgang 19. Jahrhundert, Instandsetzung von 1986. | D-2-62-000-742  | weitere Bilder |
| Innbrückgasse 1; Zinngießergasse 1 (Standort)                                                                  | Wohnhaus | Dreigeschossiger Bau mit Vorschussmauer und überbautem Durchgang, nach 1680 nach den beiden großen Stadtbränden 1682 wieder errichtet, im 19./20. Jahrhundert und 1978 umgebaut | D-2-62-000-196  | Wohnhaus |
| Innbrückgasse 3 (Standort)                                                                                     | Wohnhaus | Dreigeschossiger Satteldachbau mit Graben, Vorschussmauer und barocken Okuli, am Türsturz bezeichnet mit 1663, Dachgeschossausbau von 1997 | D-2-62-000-197  | Wohnhaus |
| Innbrückgasse 5 (Standort)                                                                                     | Wohnhaus | Viergeschossiger Satteldachbau mit Vorschussmauer und barocker Fassadengliederung, am Türsturz bezeichnet mit 1662 | D-2-62-000-198  | Wohnhaus |
| Innbrückgasse 7 (Standort)                                                                                     | Wohnhaus | Dreigeschossiger Grabendachbau mit horizontal abschließender Fassade, Vorschussmauer, nach 1680 nach den beiden großen Stadtbränden wieder aufgebaut, Umbauten 2. Hälfte 19. Jahrhundert | D-2-62-000-199  | Wohnhaus |
| Innbrückgasse 9 (Standort)                                                                                     | Ehemaliger Wehrturm | Zu Wohnzwecken ausgebaut, 16. Jahrhundert, Dachgeschossausbau und Terrasse 1958 und 1968, letzter Umbau 1995 | D-2-62-000-814  | Ehemaliger Wehrturm |
| Innbrückgasse 11 (Standort)                                                                                    | Wohnhaus mit ehemaligem Lagerraum                                                                                                | Zweigeschossiger Satteldachbau mit barocker Fassadengestaltung, im Kern 2. Hälfte 17. Jahrhundert, Aufstockung der Remise von 1957, weitere Umbauten 2. Hälfte 20. Jahrhundert | D-2-62-000-200  | Wohnhaus mit ehemaligem Lagerraum                                                                                             |
| Innbrückgasse 13; Innbrückgasse 13 a (Standort)                                                                | Ehemaliges fürstbischöfliches Gebäude, jetzt kirchliches Verwaltungsgebäude                                                      | Dreigeschossiger Satteldachbau mit barocker Fassadengliederung, südwestlich ehemaliger Wasserturm als quadratischer, viergeschossiger Turmvorbau mit hohem Natursteinfundament, im Kern 15. Jahrhundert und nach 1680 nach den beiden großen Stadtbränden wieder aufgebaut, im 20. Jahrhundert umgebaut, Wappensteine der Fürstbischöfe Urban von Trennbach, Raymund Ferdinand von Rabatta und Joseph Dominikus von Lamberg, Ende 16. Jahrhundert und 1. Viertel 18. Jahrhundert | D-2-62-000-201  | weitere Bilder |
| Innpromenade (Standort)                                                                                        | Denkmal | Neugotischer Pfeiler mit Skulpturen, zur Erinnerung an den Regierungspräsidenten Ignaz Ritter von Rudhart (1790–1838), von Bildhauer Anselm Sickinger, 1844, Inschrifttafel erneuert | D-2-62-000-209  | Denkmal |
| Jesuitengasse 3 (Standort)                                                                                     | Wohnhaus | Dreigeschossiger Walmdachbau mit Vorschussmauer und abgeschrägter Ecke auf trapezförmigem Grundriss, im Kern 15./16. Jahrhundert, Eingangstür um 1790, Ladeneinbau von 1879, Umbauten und Verlegung der Rauchkuchln um 1943 | D-2-62-000-219  | Wohnhaus |
| Jesuitengasse 5 (Standort)                                                                                     | Wohnhaus | Dreigeschossiger Bau mit Halbwalmdach und mittig erhöhter Vorschussmauer, im Kern 15. Jahrhundert, nach 1680 nach den großen Stadtbränden wieder aufgebaut, Fassade 1866, Dachgeschossausbauten 1879 und 1958, Garageneinbau 1981 | D-2-62-000-220  | Wohnhaus |
| Jesuitengasse 7 (Standort)                                                                                     | Wohnhaus | Dreigeschossiger Walmdachbau mit Vorschussmauer, nach 1680 nach den beiden großen Stadtbränden wieder aufgebaut, Fassade 1969 erneuert | D-2-62-000-221  | Wohnhaus |
| Jesuitengasse 9 (Standort)                                                                                     | Wohnhaus | Viergeschossiger Eckbau mit flachem Walmdach, seitlichen Stützpfeilern und horizontal abschließender Fassade, im Kern wohl älter, nach 1680 nach den beiden großen Stadtbränden wieder aufgebaut, Ladeneinbau von 1878, Aufstockung von 1961, Erhöhung des westlichen Teils 1983 | D-2-62-000-222  | weitere Bilder |
| Karolinenplatz (Standort)                                                                                      | Denkmal für die Gefallenen des Deutsch-Französischen Krieges                                                                     | Achteckige Steinbank, darüber Eisengitter mit Schrifttafeln und Genien, in der Mitte Friedenslinde, errichtet 1871, Linde 1871 gepflanzt | D-2-62-000-745  | weitere Bilder |
| Kastnergasse 2 (Standort)                                                                                      | Wohnhaus, mit Gaststätte | Viergeschossiger Walmdachbau, nach 1680 nach den beiden großen Stadtbränden wieder errichtet, Umbau und Umgestaltung der Fassade 19./20. Jahrhundert | D-2-62-000-230  | weitere Bilder |
| Klaftergasse 1 (Standort)                                                                                      | Wohn- und Geschäftshaus | Viergeschossiger Eckbau mit Walmdach und Vorschussmauer, im Kern mittelalterlich, nach 1680 nach den beiden großen Stadtbränden wieder aufgebaut, Aufstockung 19. Jahrhundert, Ladengestaltung von 1900 | D-2-62-000-241  | Wohn- und Geschäftshaus |
| Klaftergasse 3 (Standort)                                                                                      | Wohnhaus | Zweigeschossiger Walmdachbau mit Vorschussmauer, im Kern 17. Jahrhundert, Inneres 1862 und 1977 verändert | D-2-62-000-243  | Wohnhaus |
| Klaftergasse 4 (Standort)                                                                                      | Wohnhaus | Viergeschossiger Bau mit Erker an der Südseite, aus drei Teilen zusammengesetzt, 16. Jahrhundert, über Türsturz bezeichnet mit 1845, Aufstockung der Teile 1812, 1926 und 1934 | D-2-62-000-244  | Wohnhaus |
| Klaftergasse 5 (Standort)                                                                                      | Wohnhaus | Dreigeschossiger Giebelbau mit Satteldach, südlich auf hohem Sockelgeschoss, im Kern mittelalterlich, nach 1680 nach den beiden großen Stadtbränden wieder errichtet, 1861 aufgestockt, Fassade 1977 erneuert | D-2-62-000-245  | Wohnhaus |
| Kleine Klingergasse 1 (Standort)                                                                               | Wohn- und Geschäftshaus | Dreigeschossiger Bau mit abgewalmten Satteldach, horizontaler Fassadenabschluss durch neubarockem Schweifgiebel im 20. Jahrhundert aufgebrochen, im Kern spätmittelalterlich, nach 1680 nach den beiden großen Stadtbränden wieder aufgebaut, 1874 Tieferlegung des Vorhauses | D-2-62-000-246  | Wohn- und Geschäftshaus |
| Kleine Klingergasse 2 (Standort)                                                                               | Wohn- und Geschäftshaus | Viergeschossiger Bau mit Vorschussmauer und historisierendem Fassadendekor, im Kern mittelalterlich, nach 1680 nach den beiden großen Stadtbränden wieder aufgebaut, Löwenrelief bezeichnet gegen 1740, Umbauten von 1897, neoklassizistische Fassade von 1906 | D-2-62-000-247  | Wohn- und Geschäftshaus |
| Kleine Klingergasse 4 (Standort)                                                                               | Wohn- und Geschäftshaus | Dreigeschossiger Bau mit Vorschussmauer und barockisierendem Fassadendekor, im Kern mittelalterlich, nach 1680 nach den beiden großen Stadtbränden, Umbau von 1888, mehrere Umbauten im 20. Jahrhundert | D-2-62-000-248  | Wohn- und Geschäftshaus |
| Kleine Klingergasse 5 (Standort)                                                                               | Wohn- und Geschäftshaus | Dreigeschossiger Satteldachbau mit Halbwalm, Vorschussmauer und flache architektonische Putzgliederung, im Kern 16./17. Jahrhundert, nach 1680 nach den beiden großen Stadtbränden wieder aufgebaut, Fassade 1909 und 1967 erneuert, Umbaumaßnahmen von 1987 | D-2-62-000-249  | Wohn- und Geschäftshaus |
| Kleine Klingergasse 6 (Standort)                                                                               | Wohn- und Geschäftshaus, ehemaliges Wohnhaus des Dichters Heinrich Lautensack (1881–1919)                                        | Viergeschossiger Walmdachbau mit gegliederter Fassade in Formen des geometrischen Jugendstils, auf den Umfassungsmauern des vorhergehenden Stadelbaus, von Bonifaz Kieffer, 1903/04, Erdgeschossfassade von 1985 | D-2-62-000-250  | Wohn- und Geschäftshaus, ehemaliges Wohnhaus des Dichters Heinrich Lautensack (1881–1919)                                     |
| Kleine Klingergasse 7 (Standort)                                                                               | Ehemaliger städtischer Salzstadl, jetzt Wohn- und Geschäftshaus                                                                  | Viergeschossiger Walmdachbau mit Vorschussmauer, im Kern wohl 2. Hälfte 17. Jahrhundert, 1883 Dachwerk erneuert, 1977 umgebaut | D-2-62-000-251  | Ehemaliger städtischer Salzstadl, jetzt Wohn- und Geschäftshaus                                                               |
| Kleine Klingergasse 12 (Standort)                                                                              | Wohn- und Geschäftshaus | Viergeschossiger Eckbau mit horizontal abschließender Fassade, im Kern mehrere mittelalterliche Häuser vereint, nach 1680 nach den beiden großen Stadtbränden neu aufgebaut, Granitsteinportal bezeichnet 1753, Umbauten von 1889, 1955 und 1962 | D-2-62-000-867  | Wohn- und Geschäftshaus |
| Kleine Messergasse 1 und 3 (Standort)                                                                          | Wohnhaus | Dreigeschossiger Eckbau mit Vorschussmauer und Grabendach, im Kern aus mehreren mittelalterlichen Häusern bestehend, Erneuerung nach Stadtbränden von 1662 und 1680, Dachstuhl 19. Jahrhundert, 1987 bis 1989 Sanierung und Umbau, 1988/89 Zusammenfassung von Kleine Messergasse 1 und 3. | D-2-62-000-253  | weitere Bilder |
| Kleine Messergasse 2 (Standort)                                                                                | Wohnhaus | Viergeschossiger Bau mit Grabendach, im Kern mittelalterlich, Instandsetzung 20. Jahrhundert | D-2-62-000-254  | Wohnhaus |
| Kleine Messergasse 4 (Standort)                                                                                | Wohnhaus, ehemaliges Lagergebäude                                                                                                | Drei- bzw. viergeschossiger Bau, im Kern mittelalterlich, nach Stadtbrand von 1662 weitgehender Neu- und Umbau zum Wohnhaus, dendrochronologisch datiert 1674/75, Dachanhebung 1991, Instandsetzung 2000/01 | D-2-62-000-256  | Wohnhaus, ehemaliges Lagergebäude                                                                                             |
| Kleine Messergasse 5 (Standort)                                                                                | Wohnhaus | Viergeschossiger Krüppelwalmdachbau mit Vorschussmauer, im Kern 16./17. Jahrhundert, 1864 umgebaut | D-2-62-000-257  | Wohnhaus |
| Kleine Messergasse 6 (Standort)                                                                                | Wohnhaus | Viergeschossiger giebelseitiger Bau, im Kern 16./17. Jahrhundert, nach 1680 nach den beiden großen Stadtbränden neu aufgebaut, 19./20. Jahrhundert aufgestockt | D-2-62-000-258  | BW |
| Kleine Messergasse 7 (Standort)                                                                                | Wohnhaus | Viergeschossiger Bau mit Vorschussmauer, 16./17. Jahrhundert | D-2-62-000-259  | Wohnhaus |
| Kleine Messergasse 8 (Standort)                                                                                | Wohnhaus | Viergeschossiger Bau mit Vorschussmauer, 16./17. Jahrhundert, Vorhaus von vor 1896, Instandsetzung von 1991 | D-2-62-000-260  | Wohnhaus |
| Kleine Messergasse 10 (Standort)                                                                               | Wohnhaus | Viergeschossiger Bau mit Vorschussmauer und spätgotischen Fenstergewänden am 1. Obergeschoss, wohl Anfang 16. Jahrhundert, nach 1680 nach den beiden großen Stadtbränden neu aufgebaut, 1876 Durchbruch im Keller zur Nr. 8, Dachwerk 1948 erneuert, Instandsetzung 1991 | D-2-62-000-261  | Wohnhaus |
| Kleine Messergasse 12 (Standort)                                                                               | Wohnhaus | Viergeschossiger Bau mit horizontal abschließender Fassade, im Kern 16./17. Jahrhundert, nach 1680 nach den beiden großen Stadtbränden wieder aufgebaut, 2011 Dachwerk erneuert | D-2-62-000-262  | Wohnhaus |
| Kleine Messergasse 14 (Standort)                                                                               | Ehemaliges Wohnhaus der Malerfamilie Rueland Frueauf                                                                             | Viergeschossiger Bau mit Pultdach, im Kern mittelalterlich, nach 1680 nach den beiden Stadtbränden wieder aufgebaut, 1984 Dachanhebung, Rotmarmorrelief mit dem Wappenschild der Frueaufs, 1. Hälfte 16. Jahrhundert | D-2-62-000-263  | Ehemaliges Wohnhaus der Malerfamilie Rueland Frueauf                                                                          |
| Kleine Messergasse 16 (Standort)                                                                               | Wohnhaus | Dreigeschossiger Bau mit Vorschussmauer und spätbarocker Fassadengliederung, im Kern wohl mittelalterlich, nach 1680 nach den beiden großen Stadtbränden wieder aufgebaut, Fassade bezeichnet mit 1777, Türsturz bezeichnet mit 1843, Erdgeschossfassade 1969 erneuert | D-2-62-000-264  | Wohnhaus |
| Klosterwinkel 1 und 3; Bräugasse 14 (Standort)                                                                 | Ehemaliges Benediktinerinnenkloster Niedernburg, jetzt Gymnasium und Realschule                                                  | Mit Ausstattung Klosterkirche zum Hl. Kreuz, dreischiffige gewölbte Basilika mit Querhaus und zwei Westtürmen, im Kern romanisch und spätgotisch, Kreuzgewölbe und Chorumgestaltung barock, schwere Schäden bei den Stadtbränden 1662 und 1680, Turmobergeschosse 1863 erneuert Südlich angeschlossen St.-Agatha- oder Parzkapelle, im Kern mittelalterlich Reste der Marienkirche, ehemalige Laienkirche der Abtei, im Kern 13. Jahrhundert, beim Stadtbrand von 1662 weitgehend zerstört, nicht wiederhergestellt, erhalten romanisches Portal, stehende Reste und Bodenfunde Ehemalige Frauenkirche bzw. Langhaus, einschiffiger Raum zu sechs Jochen mit Netzgewölbe, spätgotisch, nach Brand 1680 wiedererrichtet, 1809 profaniert, 1861 umgebaut, jetzt Schulaula Klostergebäude, im Kern zum Teil noch 14. Jahrhundert, vom gotischen Kreuzgang Reste erhalten, nach Brandschäden von 1662 und 1680 wiederhergestellt, nördlich ehemaliger Kanzleibau, eingeschossiger Mansardwalmdachbau mit flachem Putzdekor, 3. Viertel 18. Jahrhundert Einfriedung, südöstlich mit Renaissanceportal, nördlich Nischenarchitektur mit Fresken und vermauertem Durchgang, 18./19. Jahrhundert | D-2-62-000-266  | weitere Bilder |
| Klosterwinkel 6 (Standort)                                                                                     | Wohnhaus | Aus zwei Häusern zusammengefügt, nördlich viergeschossiger Walmdachbau mit Satteldachgauben und Renaissancemalerei, bezeichnet mit 1597, 1906 restauriert und aufgestockt, südlich viergeschossiger Bau mit horizontal abschließender Fassade auf hohem Sockelgeschoss mit Stützpfeilern, 1907 aufgestockt, 17./18. Jahrhundert vereinigt, Dachtragwerk von 1912 erneuert, Instandsetzung 2011 | D-2-62-000-269  | Wohnhaus |
| Klosterwinkel 8 (Standort)                                                                                     | Wohnhaus, ehemaliger Getreidekasten                                                                                              | Viergeschossiger Bau in Ecklage mit hohem Sockelgeschoss zur Innseite, im Kern 15./16. Jahrhundert, 1831, Aufstockung von 1881 | D-2-62-000-270  | Wohnhaus, ehemaliger Getreidekasten                                                                                           |
| Klosterwinkel 10 (Standort)                                                                                    | Wohnhaus | Ehemals des Verwalters des Klosters Niedernburg, dreigeschossiger Bau, nach Westen hin als giebelständiger, schmaler Satteldachbau ausgebildet, an der Südseite Spitzbogenportal, im Kern 15. Jahrhundert, Garageneinbau 1971 | D-2-62-000-271  | Wohnhaus |
| Klosterwinkel 12 (Standort)                                                                                    | Wohnhaus | Zweigeschossiger Satteldachbau in Ecklage mit Dachgauben, im Kern wohl 16. Jahrhundert, Garageneinbau von 1959, Umbauten von 1980 | D-2-62-000-272  | Wohnhaus |
| Klosterwinkel 14 (Standort)                                                                                    | Wohnhaus | Viergeschossiger Bau mit leicht versetzter Front und Vorschussmauer, im Kern 15. Jahrhundert, Umbauten und Erneuerung des Dachtragwerks von 1998 | D-2-62-000-273  | Wohnhaus |
| Ludwigstraße 1 (Standort)                                                                                      | Wohn- und Geschäftshaus | Viergeschossiger Halbwalmdachbau mit horizontal abschließender Fassade im neoklassizistischen Stil, im Kern noch mittelalterlich, Fassade, Obergeschosse, Dachtragwerk letztes Viertel 19. Jahrhundert | D-2-62-000-342  | Wohn- und Geschäftshaus |
| Ludwigstraße 2 (Standort)                                                                                      | Wohn- und Geschäftshaus | Viergeschossiger neoklassizistischer Giebelbau mit Dreiecksgiebel, Fassade durch Kolossalpilaster gegliedert, Aufstockung 1858/59, Fassade 1860, Innenausbau bezeichnet mit 1914 | D-2-62-000-344  | Wohn- und Geschäftshaus |
| Ludwigstraße 6 (Standort)                                                                                      | Wohn- und Geschäftshaus | Dreigeschossiger Satteldachbau mit Vorschussmauer und niedrigerem Anbau, in historisierenden Formen, wohl vor 1810, Anbau von 1825, Fassade 2. Hälfte 19. Jahrhundert | D-2-62-000-345  | Wohn- und Geschäftshaus |
| Ludwigstraße 10 (Standort)                                                                                     | Wohn- und Geschäftshaus, Apotheke                                                                                                | Viergeschossiger Eckbau mit Walmdach, romanische Kellergewölbe, im Inneren 16.–19. Jahrhundert, Aufstockung und Fassadenüberformung von 1953 | D-2-62-000-346  | Wohn- und Geschäftshaus, Apotheke                                                                                             |
| Ludwigstraße 13 (Standort)                                                                                     | Wohn- und Geschäftshaus | Viergeschossiger Eckbau mit Walmdach, Umfassungsmauern wohl noch 16. Jahrhundert, Aufstockung 1890, Madonnenfigur von 1520, Fassade erneuert | D-2-62-000-348  | Wohn- und Geschäftshaus |
| Ludwigstraße 16 (Standort)                                                                                     | Wohn- und Geschäftshaus | dreigeschossiger Massivbau mit Satteldach, Vorschussmauer und Laubengang zum Hof, 17./18. Jahrhundert, im Kern älter | D-2-62-000-1015 | Wohn- und Geschäftshaus |
| Ludwigstraße 18 (Standort)                                                                                     | Wohn- und Geschäftshaus | Viergeschossiger Zeltdachbau mit klassizistischem Fassadendekor, im Kern 16./17. Jahrhundert, Fassade 1892, Dachtragwerk und im Inneren erneuert | D-2-62-000-349  | Wohn- und Geschäftshaus |
| Ludwigstraße 20 (Standort)                                                                                     | Wohn- und Geschäftshaus | Viergeschossiger Traufseitbau mit historisierender Fassadengliederung und Giebel-Vorschussmauer, 2. Hälfte 17. Jahrhundert, Um- und Ausbauten sowie Aufstockung und Fassade von 1892 | D-2-62-000-350  | Wohn- und Geschäftshaus |
| Ludwigstraße 25 (Standort)                                                                                     | Votivkirche, ehemalige Franziskaner-Laienkirche                                                                                  | Saalkirche mit Dachreiter, erbaut 1613–1619, nach Brand von 1680 wiederhergestellt, umgestaltet im neuromanischen Stil 1861–1864, durchgreifender Umbau und Abbruch der nordöstlichen Joche durch Hans Döllgast, 1963–1965; mit Ausstattung | D-2-62-000-352  | weitere Bilder |
| Luragogasse 1 (Standort)                                                                                       | Ehemaliger Kapitularhof, später Wohn- und Geschäftshaus                                                                          | Viergeschossige Dreiflügelanlage mit horizontal abschließender Fassade, nach 1680 nach den beiden großen Stadtbränden wieder aufgebaut, im Kern wohl älter, 1864 und 1867 aufgestockt | D-2-62-000-355  | Ehemaliger Kapitularhof, später Wohn- und Geschäftshaus                                                                       |
| Luragogasse 2 (Standort)                                                                                       | Ehemaliger Kanonikatshof, sogenannter Rechberghof, nach der Säkularisation Gerichtsgebäude, 1830–1895 Königliches Forstamt       | Dreigeschossiger Traufseitbau mit Erdgeschossrustizierung und barocker Fassadengliederung sowie Mansardwalmdach, nach 1680 nach den beiden großen Stadtbränden wieder aufgebaut, im Kern wohl älter, Westbau von 1893, Aufstockung von 1901 | D-2-62-000-356  | Ehemaliger Kanonikatshof, sogenannter Rechberghof, nach der Säkularisation Gerichtsgebäude, 1830–1895 Königliches Forstamt    |
| Luragogasse 4 (Standort)                                                                                       | Ehemalige Domdechantei, jetzt Bistumsarchiv, früher auch Starzhausen-, Closen- oder Rechberghof genannt                          | Dreigeschossiger Bau mit Erdgeschossrustizierung und Vorschussmauer, nach 1680 nach den beiden großen Stadtbränden 1686 neu erbaut, grundlegende Instandsetzung und Umbauten 1975–1980 | D-2-62-000-357  | Ehemalige Domdechantei, jetzt Bistumsarchiv, früher auch Starzhausen-, Closen- oder Rechberghof genannt                       |
| Luragogasse 5 (Standort)                                                                                       | Ehemaliger Kapitularhof, nach der Säkularisation Wohn- und Geschäftshaus                                                         | Dreigeschossiger Walmdachbau in Ecklage mit Lisenengliederung und Segmentbogenfenstern, 1668 wieder aufgebaut, Fassade und Aufstockung 1860 | D-2-62-000-358  | weitere Bilder |
| Marktgasse 2; Rathausplatz 2; Schrottgasse 1 und 3 (Standort)                                                  | Rathaus mit Stadtarchiv | Großer Gebäudekomplex aus verschiedenen Einzelbauten, nördlich Saalbau im venezianischen Stil mit Wandfresken, zum Teil noch mittelalterlich, sonst 17.–19. Jahrhundert, ehemaliges fürstbischöfliches Dikasterialgebäude (Marktgasse 2) 1680–1682, Rathausturm neu errichtet nach Plänen von Heinrich von Schmidt, 1889–1891, Wandfresken von Joseph Hengge, 1922; mit Ausstattung | D-2-62-000-545  | weitere Bilder |
| Marktgasse 4 (Standort)                                                                                        | Wohnhaus | Dreigeschossiger Bau mit Vorschussmauer, im Kern mittelalterlich, 2. Hälfte 17. Jahrhundert | D-2-62-000-378  | Wohnhaus |
| Marktgasse 5 (Standort)                                                                                        | Wohnhaus | Viergeschossiger Eckbau mit horizontal abschließender Fassade und seitlich angesetztem Stützpfeiler, 2. Hälfte 17. Jahrhundert | D-2-62-000-379  | Wohnhaus |
| Marktgasse 6 (Standort)                                                                                        | Wohnhaus | Dreigeschossiger, schmaler Pultdachbau mit Vorschussmauer, im Kern 16. Jahrhundert, 2. Hälfte 17. Jahrhundert, Ladeneinbau 2. Hälfte 19. Jahrhundert, Instandsetzungen von 1977 und 1998 | D-2-62-000-380  | Wohnhaus |
| Marktgasse 7 (Standort)                                                                                        | Wohnhaus | Viergeschossiger Satteldachbau mit gegliederter Putzdekor-Fassade und Attika im neubarocken Stil, 16./17. Jahrhundert, Innenumbauten 2. Hälfte 19. Jahrhundert, Dachtragwerk und Vorschussmauer als Attika 1903 erneuert, Ladeneinbauten von 1949 | D-2-62-000-381  | Wohnhaus |
| Michaeligasse 2 (Standort)                                                                                     | Wohnhaus | Viergeschossiger Eckbau mit Schweifgiebel, Erdgeschossrustizierung und Stuckfassade, 17./18. Jahrhundert, Fassade, Giebel und allgemein Restaurierung bezeichnet mit 1905 | D-2-62-000-384  | Wohnhaus |
| Michaeligasse 4 (Standort)                                                                                     | Wohn- und Geschäftshaus | Dreigeschossiger Halbwalmdachbau mit Erdgeschossrustizierung und Vorschussmauer, im Kern 12. Jahrhundert, nach 1680 nach den beiden großen Stadtbränden wieder aufgebaut, Ladeneinbau 19. Jahrhundert, barocke Fassade und Umbauten im Inneren frühes 20. Jahrhundert | D-2-62-000-385  | Wohn- und Geschäftshaus |
| Michaeligasse 7 (Standort)                                                                                     | Wohnhaus | Viergeschossiger Bau mit Erdgeschossrustizierung, Okuli und Vorschussmauer, im Kern mittelalterlich, 2. Hälfte 17. Jahrhundert, Ladeneinbau 1872, Aufstockung vor 1889, Instandsetzung von 2010 | D-2-62-000-386  | Wohnhaus |
| Michaeligasse 8 (Standort)                                                                                     | Wohnhaus | Viergeschossiger Halbwalmdachbau mit horizontal abschließender Fassade und seitlichen Stützpfeilern, im Kern 16. Jahrhundert, nach 1680 nach den beiden großen Stadtbränden wieder aufgebaut, Ladeneinbau von 1874, Dachtragwerk erneuert | D-2-62-000-387  | Wohnhaus |
| Michaeligasse 9 (Standort)                                                                                     | Wohnhaus | Viergeschossiger Giebelbau mit Flachsatteldach, im Kern romanisch, gotische Gewölbe im Erdgeschoss bis zum 2. Obergeschoss, Bohlen-Balken-Decke im 2. Obergeschoss, 1733 (dendro. dat.), Aufstockung 1862, Haustür um 1800, Ladeneinbau 1884, Garagennutzung seit 1936, Instandsetzung 2010 | D-2-62-000-388  | Wohnhaus |
| Michaeligasse 10 (Standort)                                                                                    | Wohnhaus | Viergeschossiger Bau mit Vorschussmauer und Figurennische, im Kern 15./16. Jahrhundert, Haustür bezeichnet mit 1784., Aufstockung 1886, Dachtragwerk 1901 erneuert | D-2-62-000-389  | weitere Bilder |
| Michaeligasse 11 (Standort)                                                                                    | Ehemaliges Klerikalseminar, jetzt Staatliche Bibliothek                                                                          | Dreigeschossige barocke Dreiflügelanlage mit Walmdach um einen Innenhof, erbaut 1690–1693, aufgestockt 1870, Umbau zur Bibliothek 1969–1972 Rückwärtige Wappen der Fürstbischöfe Joseph Maria von Thun (1761–1763) und Leopold Ernst von Firmian (1763–1783) | D-2-62-000-390  | weitere Bilder |
| Michaeligasse 12 (Standort)                                                                                    | Wohn- und Geschäftshaus | Viergeschossiger Bau mit Vorschussmauer, im Kern wohl 16. Jahrhundert, nach 1680 nach den beiden großen Stadtbränden wieder aufgebaut | D-2-62-000-391  | Wohn- und Geschäftshaus |
| Michaeligasse 13 (Standort)                                                                                    | Ehemaliges Lyzeum, jetzt Katholische-Theologische Fakultät                                                                       | Viergeschossiger barockisierender Walmdachbau, nordöstlich dreigeschossiger Trakt mit Madonnenfigur, erbaut 1919 | D-2-62-000-392  | weitere Bilder |
| Michaeligasse 13 und 15; Nähe Innkai (Standort)                                                                | Ehemaliges Jesuitenkollegium, jetzt Gymnasium Leopoldinum                                                                        | Vierflügelanlage um einen Innenhof, viergeschossiger gegliederter Renaissancebau mit Attikazone, nach Plänen von Johannes Isfording, Grundsteinlegung 1612, nach Stadtbrand 1664 wieder aufgebaut (bezeichnet am Hauptportal), Nordflügel um 1914 Ehemaliges Observatorium, Turmoktogon mit Kuppel auf quadratischem Unterbau, 17. Jahrhundert Pavillon, eingeschossiger Walmdachbau mit Renaissancegliederung auf hohem Sockelgeschoss, bezeichnet mit 1625 | D-2-62-000-393  | weitere Bilder |
| Milchgasse 2 (Standort)                                                                                        | Ehemaliges Scharfrichterhaus, jetzt Kleinkunstbühne und Lokal                                                                    | Dreigeschossiger Bau mit Arkadenhof, Treppenturm und Stuckfigur, 1. Viertel 17. Jahrhundert, Renaissanceportal bezeichnet mit 1619, Hl. Johann Nepomuk um 1730, Dachtragwerk 1848 erneuert | D-2-62-000-394  | weitere Bilder |
| Milchgasse 3 (Standort)                                                                                        | Wohnhaus | Viergeschossiger Satteldachbau mit horizontal abschließender Fassade und Giebelaufsatz, im Kern mittelalterlich, nach 1680 nach den beiden großen Stadtbränden wieder aufgebaut, zwischen 1905 und 1927 aufgestockt, Ladeneinbau von 1927, Dachtragwerk erneuert | D-2-62-000-395  | Wohnhaus |
| Milchgasse 4 (Standort)                                                                                        | Wohnhaus | Dreigeschossiger Bau mit horizontal abschließender Fassade, im Kern 15./16. Jahrhundert | D-2-62-000-396  | Wohnhaus |
| Milchgasse 5 (Standort)                                                                                        | Wohnhaus | Dreigeschossiger Bau mit Vorschussmauer und Grabendach, im Kern 15./16. Jahrhundert, nach 1680 nach den beiden großen Stadtbränden wieder aufgebaut, Dachtragwerk erneuert | D-2-62-000-397  | Wohnhaus |
| Milchgasse 6 (Standort)                                                                                        | Wohnhaus | Dreigeschossiger Bau mit Vorschussmauer, im Kern wohl 15. /16. Jahrhundert, nach 1680 nach den beiden großen Stadtbränden wieder aufgebaut | D-2-62-000-398  | Wohnhaus |
| Milchgasse 7 (Standort)                                                                                        | Wohnhaus | Dreigeschossiger Bau mit horizontal abschließender Fassade, Figurennische und zum Teil Natursteinfenster- und Türgewänden im Erdgeschoss, im Kern 15./16. Jahrhundert, spätes 17. Jahrhundert | D-2-62-000-399  | Wohnhaus |
| Milchgasse 8 (Standort)                                                                                        | Wohnhaus | Dreigeschossiger Bau mit horizontal abschließender Fassade, 16.–18. Jahrhundert | D-2-62-000-400  | Wohnhaus |
| Milchgasse 9 (Standort)                                                                                        | Wohnhaus | Dreigeschossiger Bau mit Vorschussmauer, im Kern 15./16. Jahrhundert, nach 1680 nach den beiden großen Stadtbränden wieder aufgebaut | D-2-62-000-401  | Wohnhaus |
| Milchgasse 10 (Standort)                                                                                       | Wohnhaus | Dreigeschossiger Bau mit Vorschussmauer, im Kern 16. Jahrhundert, Portal 17. Jahrhundert | D-2-62-000-402  | Wohnhaus |
| Milchgasse 10 a; Schustergasse 11 (Standort)                                                                   | Wohn- und Geschäftshaus | Viergeschossiger Bau mit barocker Putzfassade und Vorschussmauer, 2. Hälfte 17. Jahrhundert, Ladenfront von 1904, Umbauten 1983/84, Dachanhebung von 1991 | D-2-62-000-563  | Wohn- und Geschäftshaus |
| Milchgasse 11 (Standort)                                                                                       | Wohnhaus | Viergeschossiger Giebelbau, im Kern 15./16. Jahrhundert, Fassade und Inneres 1976/78 erneuert | D-2-62-000-403  | Wohnhaus |
| Milchgasse 12 (Standort)                                                                                       | Wohnhaus | Dreigeschossiger Bau mit Vorschussmauer, im Kern spätmittelalterlich, nach 1680 nach den beiden großen Stadtbränden wieder aufgebaut, Grabendach 19. Jahrhundert, Sanierung (u. a. Fassade) 1987/88 | D-2-62-000-404  | Wohnhaus |
| Milchgasse 13 (Standort)                                                                                       | Wohnhaus | Dreigeschossiger Bau mit doppeltem Grabendach und Vorschussmauer, 2. Hälfte 17. Jahrhundert, Umbauten 1. Hälfte 20. Jahrhundert | D-2-62-000-405  | Wohnhaus |
| Milchgasse 15 (Standort)                                                                                       | Wohnhaus, ehemaliges Gasthaus | Viergeschossiger Putzbau mit Grabendach und Vorschussmauern, im Kern spätmittelalterlich, ursprünglich wohl zwei Gebäude, Umbau und Dachstuhlerneuerung 1914, Fassadeninstandsetzung 1974 | D-2-62-000-811  | Wohnhaus, ehemaliges Gasthaus                                                                                                 |
| Milchgasse 17 (Standort)                                                                                       | Wohnhaus | Dreigeschossiger Bau mit Vorschussmauer, wohl 2. Hälfte 17. Jahrhundert, Umbauten 2. Hälfte 19. Jahrhundert | D-2-62-000-406  | Wohnhaus |
| Nikolastraße 11; Schießgrabengasse 1 (Standort)                                                                | Volksschule St Nikola | Dreigeschossige Zweiflügelanlage mit halbrunden Bodenerkern und Neurenaissancefassade, 2. Hälfte 19. Jahrhundert, Aufstockung und Umbau 2005/08 | D-2-62-000-211  | Volksschule St Nikola |
| Oberer Sand 1 (Standort)                                                                                       | Gaststätte | Aus zwei Häusern zusammengesetzt, zweigeschossiger Bau mit horizontal abschließender Fassade und leicht versetzter Front, im Kern 17. Jahrhundert, östlicher Teil 1852/53 aufgestockt, westlicher Teil ehemaliger Stadel, Umbauten von 1861/62 und 1950, Fassade erneuert sowie auch westlicher Teil aufgestockt | D-2-62-000-430  | Gaststätte |
| Oberer Sand 5 (Standort)                                                                                       | Wohnhaus | Dreigeschossiger giebelständiger Bau mit Halbwalmdach, im Kern 2. Hälfte 17. Jahrhundert, Kellerfenster an der Innstraße bezeichnet mit 1672 | D-2-62-000-431  | Wohnhaus |
| Oberer Sand 6 (Standort)                                                                                       | Wohnhaus | Dreigeschossiger giebelständiger Bau mit Halbwalmdach, 17./18. Jahrhundert, südlicher Teil nach 1827 und 1920er Jahre umgebaut | D-2-62-000-432  | Wohnhaus |
| Oberer Sand 7 (Standort)                                                                                       | Wohnhaus | Dreigeschossiger Bau mit horizontal abschließender Fassade und frühklassizistischer Fassadengliederung, Südseite viergeschossig, 2. Hälfte 17. Jahrhundert, Fassade um 1770, Innenumbauten von 1987 | D-2-62-000-433  | Wohnhaus |
| Oberer Sand 9 (Standort)                                                                                       | Wohnhaus | Dreigeschossiger Bau mit horizontal abschließender Fassade, im Kern 2. Hälfte 17. Jahrhundert | D-2-62-000-434  | Wohnhaus |
| Oberer Sand 10 (Standort)                                                                                      | Wohnhaus | Dreigeschossiger Bau mit barocker Stuckfassade und verkröpftem Gebälk, am Portal bezeichnet mit 1740, Ladeneinbau von 1870, Aufstockung wohl vor 1910 | D-2-62-000-435  | Wohnhaus |
| Oberer Sand 11 (Standort)                                                                                      | Wohnhaus | Dreigeschossiger Bau mit horizontal abschließender Fassade und erneuertem Flacherker, 2. Hälfte 17. Jahrhundert, Umbauten 2. Hälfte 19. Jahrhundert | D-2-62-000-436  | Wohnhaus |
| Ort 1 (Standort)                                                                                               | Schule | Historisierender vier- bzw. fünfgeschossiger Walmdachbau, nördlicher Gebäudeteil in der Tiefe gestaffelt durch Treppenhaus, Eckturm und verbindende Terrasse über dem Erdgeschoss, aufwendig gestalteter Portalbereich, an der Südwestecke runder zweigeschossiger Turmanbau, von Karl Kieffer, 1912–1914, Portal westlicher Flügel bezeichnet mit 1914; mit Ausstattung | D-2-62-000-752  | Schule |
| Ort 2 (Standort)                                                                                               | Wohnhaus | Viergeschossiger Bau mit horizontal abschließender Fassade und dreigeschossigem Anbau, im Kern mittelalterlich, Fassade barock, Umbauten 1999/2000 | D-2-62-000-441  | Wohnhaus |
| Ort 3 (Standort)                                                                                               | Wohnhaus | Viergeschossiger Mansarddachbau mit spätgotischem Flacherker und Stützpfeiler an der Südseite, im Kern 15./16. Jahrhundert, 1895 aufgestockt, Umbau von 2006 An der Westseite Schwibbögen zu Haus Nr. 2 und nördlich über Hirschwirtsgaßl | D-2-62-000-442  | Wohnhaus |
| Ort 4 (Standort)                                                                                               | Wohnhaus | Viergeschossiger Giebelbau mit Satteldach und barockisierender Putzgliederung, 16. Jahrhundert, vor 1875 um zwei Geschosse aufgestockt, Fassade 1912 | D-2-62-000-443  | Wohnhaus |
| Ort 5 (Standort)                                                                                               | Wohnhaus | Viergeschossiger Giebelbau mit Satteldach, Flacherker und Stützpfeiler an der Südostseite, im Kern wohl 15. Jahrhundert, Aufstockung 19. Jahrhundert, Instandsetzungen von 1968 und 2011 | D-2-62-000-444  | Wohnhaus |
| Ort 6; Hirschwirtsgaßl (Standort)                                                                              | Gasthof zum Hirschen | Viergeschossiger Bau mit spätbarocker Putzgliederung und Grabendach, Vorbau an der Südostseite, im Kern wohl 15./16. Jahrhundert, Fassade um 1800, Dachstuhl 1841/42 (dendro. dat.) Rückwärtig Schwibbogen über Hirschwirtsgaßl zu Bräugasse 18 | D-2-62-000-445  | Gasthof zum Hirschen |
| Ort 7 (Standort)                                                                                               | Wohnhaus | viergeschossiger Satteldachbau mit Vorschussmauer, um 1650/1710 (dendro.dat.), im Kern mittelalterlich. | D-2-62-000-446  | BW |
| Ort 9 (Standort)                                                                                               | Ehemaliger Salzstadel, später Fürstbischöfliche Donau-Kaserne, jetzt Wohnhaus                                                    | viergeschossiger freistehender Bau mit horizontal abschließender Fassade und Giebelaufsatz, Hochwassermarken von 1558 an den Hausecken, erbaut 1540, 1874 Wohnhausumbau von Josef Schwarzenberger, Umbau von 1980 | D-2-62-000-448  | Ehemaliger Salzstadel, später Fürstbischöfliche Donau-Kaserne, jetzt Wohnhaus                                                 |
| Ort 9 (Standort)                                                                                               | Heiligenfigur hl. Johann Nepomuk                                                                                                 | Barocke Steinfigur auf Marmorpostament, bezeichnet mit 1759 | D-2-62-000-440  | Heiligenfigur hl. Johann Nepomuk                                                                                              |
| Ort 10 (Standort)                                                                                              | Ehemaliges Waisenhaus, gestiftet von Schiffmeister Lukas Kern (1681–1749), jetzt Kinderheim                                      | Dreigeschossige barocke Vierflügelanlage mit Walmdach um einen Innenhof mit Arkaden und Hauskapelle, Hochwassermarken von 1786, 1787, 1899 und 1954, erbaut von Johann Michael Schneitmann, 1750–1755, Westportal bezeichnet mit 1751, Kapelle 1762 vollendet; mit Ausstattung | D-2-62-000-449  | weitere Bilder |
| Ort 11 (Standort)                                                                                              | Ehemaliges Schloss Ort, 1786, Amtssitz des Bannrichters, im 19. Jahrhundert Königliches Amtshaus und Fronveste, seit 1872 Hotel  | Viergeschossiger Bau mit Halbwalmdach und gotischem Bodenerker an der Südostecke, westlich dreigeschossiger Anbau, im Kern 1250, Umbauten 19. Jahrhundert und 2. Hälfte 20. Jahrhundert, Instandsetzung 1995 Einfriedung zum Inn, 1860 | D-2-62-000-450  | weitere Bilder |
| Ort 11 a (Standort)                                                                                            | Ehemaliger Lagerraum, jetzt Wohnhaus                                                                                             | Zweigeschossiger Satteldachbau, im Kern wohl 16. Jahrhundert, Dachtragwerk erneuert | D-2-62-000-451  | Ehemaliger Lagerraum, jetzt Wohnhaus                                                                                          |
| Ort 12 (Standort)                                                                                              | Wohnhaus | Freistehender eingeschossiger Halbwalmdachbau mit östlichem Anbau, im Kern 17./18. Jahrhundert, Anbau 1880, Dachtragwerk und Nordseite 1948 erneuert | D-2-62-000-452  | Wohnhaus |
| Ort 13 (Standort)                                                                                              | Wohnhaus | Viergeschossiger Bau mit Schopfwalmdach und gotischem Erker an der Ostseite, 15. Jahrhundert, geschlossener Treppenaufgang 1860 | D-2-62-000-453  | Wohnhaus |
| Ort 15 (Standort)                                                                                              | Wohnhaus | Dreigeschossiger Bau mit Vorschussmauer, im Kern 16./17. Jahrhundert | D-2-62-000-454  | Wohnhaus |
| Ort 16 (Standort)                                                                                              | Wohnhaus | Viergeschossiger Giebelbau mit Schweifgiebel und historisierendem Fassadendekor, im Kern 16. Jahrhundert, 1834 und 1869 aufgestockt, Fassade von 1897 | D-2-62-000-455  | Wohnhaus |
| Ort 17 (Standort)                                                                                              | Wohnhaus | Viergeschossiger Giebelbau, 16. Jahrhundert, um 1800, Fassade Ende 19. Jahrhundert, 1991–1993 umfassend instand gesetzt, Garageneinbau und Dachtragwerk erneuert | D-2-62-000-456  | Wohnhaus |
| Ort 18 (Standort)                                                                                              | Wohnhaus | Viergeschossiger Giebelbau mit historisierendem Fassadendekor, im Kern 16. Jahrhundert, Fassade Ende 19. Jahrhundert | D-2-62-000-457  | Wohnhaus |
| Ort 19 (Standort)                                                                                              | Wohnhaus | Viergeschossiger Giebelbau mit Satteldach, im Kern 16. Jahrhundert, Fassade Ende 19./Anfang 20. Jahrhundert, 1933 aufgestockt, zweigeschossiger Kastenerker 1992 | D-2-62-000-458  | Wohnhaus |
| Parzgasse 1 (Standort)                                                                                         | Wohnhaus | Aus zwei separaten Häusern zusammengefügt, dreigeschossiger Bau mit Vorschussmauer, nördlicher Kopfbau mit stuckierter Fassade, 17. Jahrhundert, Fassade 20. Jahrhundert | D-2-62-000-462  | Wohnhaus |
| Parzgasse 3 (Standort)                                                                                         | Wohnhaus | Viergeschossiger Bau mit Flacherker, im Kern Anfang 16. Jahrhundert, 1904/05 Aufstockung um zwei Geschosse, Garageneinbau von 1957. Im Erdgeschoss und im Hof Spolien aus römischer und romanischer Zeit | D-2-62-000-463  | Wohnhaus |
| Parzgasse 5 (Standort)                                                                                         | Wohnhaus | Aus zwei separaten Häusern zusammengefügt, dreigeschossiger Bau, im Kern 16. Jahrhundert, Aufstockung 1987 | D-2-62-000-464  | Wohnhaus |
| Parzgasse 7 (Standort)                                                                                         | Wohnhaus | Zweigeschossiger schmaler Bau mit Runderker und Pultdach, im Kern wohl 16. Jahrhundert, Dachtragwerk 1887 erneuert | D-2-62-000-465  | Wohnhaus |
| Pfaffengasse 1 (Standort)                                                                                      | Wohnhaus | Dreigeschossiges Eckhaus mit Runderker und Arkadenbögen an der Westseite, Erschließung durch Außentreppe, 16. Jahrhundert, 2. Hälfte 17. Jahrhundert, Garageneinbauten von 1955 | D-2-62-000-467  | Wohnhaus |
| Pfaffengasse 2 (Standort)                                                                                      | Wohnhaus | Viergeschossiger Eckbau mit Vorschussmauer und Außentreppe, spätgotisches Türgewände, im Kern mittelalterlich, nach 1680 nach den beiden großen Stadtbränden wieder aufgebaut, Fassade Ende 19. Jahrhundert, Umbauten von 1918, Sanierung und Dachtragwerkerneuerung von 1989 | D-2-62-000-468  | Wohnhaus |
| Pfaffengasse 3 (Standort)                                                                                      | Wohnhaus | Dreigeschossiger Eckbau mit Grabendach, im Kern wohl spätmittelalterlich, 2. Hälfte 17. Jahrhundert, Instandsetzung 20. Jahrhundert | D-2-62-000-469  | Wohnhaus |
| Pfaffengasse 4 (Standort)                                                                                      | Wohnhaus | Aus mehreren gotischen Gebäuden zusammengesetzt, viergeschossiger Giebelbau mit spätgotischem Flacherker, hofseitigen barocken Arkadenbögen und barocker Putzgliederung, im Kern mittelalterlich, nach 1680 nach den beiden großen Stadtbränden neu aufgebaut, Aufstockung von 1876, Instandsetzung von 1989/90 | D-2-62-000-470  | weitere Bilder |
| Pfaffengasse 5 (Standort)                                                                                      | Wohnhaus | Viergeschossiger Walmdachbau mit Rundbogenfenstern und Putzrustika, im Kern mittelalterlich, errichtet im Stil florentinischer Palastbauten der Renaissance, 1835 | D-2-62-000-471  | weitere Bilder |
| Pfaffengasse 6 (Standort)                                                                                      | Wohnhaus | Dreigeschossiger Eckbau mit Vorschussmauer, Grabendach und barocker Putzgliederung, im Kern 2. Hälfte 17. Jahrhundert | D-2-62-000-472  | Wohnhaus |
| Pfaffengasse 6 (Standort)                                                                                      | Nebengebäude, eventuell später Atelier                                                                                           | Zweigeschossiger Steinbau mit Pultdach, 16. Jahrhundert, 2. Hälfte 17. Jahrhundert, Fassade 1990 erneuert | D-2-62-000-838  | BW |
| Pfaffengasse 7 (Standort)                                                                                      | Wohnhaus und Gaststätte | Dreigeschossiger Bau mit Vorschussmauer und spätgotischem Flacherker, Natursteinmauerwerk im Erdgeschoss zum Teil unverputzt, im Kern mittelalterlich, Rotmarmorportal, nach 1680, Instandsetzung und Innenumbau 1991/92 | D-2-62-000-473  | Wohnhaus und Gaststätte |
| Pfaffengasse 9 (Standort)                                                                                      | Wohnhaus | Viergeschossiger Bau mit Vorschussmauer, ehemals Wohnhaus des Dombaumeisters Jörg Windisch (1459–1466), 15. Jahrhundert, Haustür bezeichnet mit 1693, im 17. Jahrhundert aufgestockt | D-2-62-000-474  | Wohnhaus |
| Pfaffengasse 11 (Standort)                                                                                     | Wohnhaus | Dreigeschossiger Bau mit Vorschussmauer, im Kern 2. Hälfte 17. Jahrhundert | D-2-62-000-475  | Wohnhaus |
| Rathausplatz 1 (Standort)                                                                                      | Ehemaliges Hauptzollamt, jetzt Stadtverwaltung                                                                                   | Dreigeschossiger Sichtziegelbau mit Mittelrisalit und Walmdach, Erdgeschoss und Eckrustizierung aus Granit, wohl von Friedrich von Gärtner, erbaut 1848–1851 | D-2-62-000-789  | weitere Bilder |
| Rathausplatz 3 (Standort)                                                                                      | Neues Rathaus | Aus mehreren Gebäuden bestehender Komplex, östlicher Kopfbau mit Walmdach, Bodenerker, Reliefmedaillons und barocker Fassadengliederung, Gebäudetrakte (ehemals Höllgasse 2 und 4) im Kern mittelalterlich, Umbau- und Sanierungsmaßnahmen 1975–1988 Gebäudetrakte (ehemals Höllgasse 6 und 8) im Zuge der Sanierungsmaßnahmen 1983 neu aufgebaut | D-2-62-000-172  | Neues Rathaus |
| Residenzplatz (Standort)                                                                                       | Marienbrunnen, sogenannter Wittelsbacherbrunnen                                                                                  | Neubarocke Anlage mit geschwungenem Becken, Balusterpfeiler und thronender Muttergottes mit Jesuskind, von Jakob Bradl, 1904/06 | D-2-62-000-492  | weitere Bilder |
| Residenzplatz 1 (Standort)                                                                                     | Ehemalige fürstbischöfliche Pagerie                                                                                              | Viergeschossiger Bau mit horizontal abschließender, reich stuckierter Fassade, im Kern wohl spätmittelalterlich, Fassade 1. Hälfte 18. Jahrhundert | D-2-62-000-479  | weitere Bilder |
| Residenzplatz 2 (Standort)                                                                                     | Wohn- und Geschäftshaus | Viergeschossiger Bau mit Vorschussmauer und barockem Stuckdekor, 2. Hälfte 17. Jahrhundert, Fassade 18. Jahrhundert | D-2-62-000-480  | weitere Bilder |
| Residenzplatz 3 (Standort)                                                                                     | Wohn- und Geschäftshaus | Viergeschossiger Bau mit Vorschussmauer und barocker Stuckfassade, 2. Hälfte 17. Jahrhundert, Fassade 18. Jahrhundert | D-2-62-000-481  | weitere Bilder |
| Residenzplatz 4 (Standort)                                                                                     | Wohn- und Geschäftshaus | Schmaler viergeschossiger Bau mit Vorschussmauer, Putzgliederung und gotischem Flacherker auf Konsolen, im Kern wohl mittelalterlich, 2. Hälfte 17. Jahrhundert | D-2-62-000-482  | weitere Bilder |
| Residenzplatz 5 (Standort)                                                                                     | Wohn- und Geschäftshaus | Viergeschossiger siebenachsiger Bau mit stuckierter Fassade, Nordseite einachsig, 2. Hälfte 17. Jahrhundert, Fassade 18. Jahrhundert, instand gesetzt 1979 | D-2-62-000-483  | weitere Bilder |
| Residenzplatz 6 (Standort)                                                                                     | Ehemaliges Waaghaus und Gasthaus zur goldenen Waage                                                                              | Dreigeschossiger Bau mit Erdgeschossrustizierung und Mezzanin, 2. Hälfte 17. Jahrhundert, im Kern mittelalterlich, Nische mit Stuckfigur der Immaculata, um 1720 | D-2-62-000-484  | weitere Bilder |
| Residenzplatz 7 (Standort)                                                                                     | Ehemaliges Lebzelterhaus, sogenanntes Haus auf dem Stein                                                                         | Dreigeschossiger Bau mit Vorschussmauer und Attika, Geschäftsräume im Hochparterre, nach 1680 nach den beiden großen Stadtbränden neu errichtet, im Kern mittelalterlich, Fassade wohl um 1800 | D-2-62-000-485  | weitere Bilder |
| Residenzplatz 8 (Standort)                                                                                     | Neue Bischöfliche Residenz | Repräsentativer dreigeschossiger Spätbarockbau mit zwei Portalen, Balustrade und Figurenschmuck, erbaut nach Plänen von Domenico d’Angeli und Antonio Beduzzi, um 1707–1730, repräsentative Um- und Ausgestaltung durch den Wiener Architekten Melchior Hefele unter Beteiligung der Stuckateursfamilie Modler und dem Hofbildhauer Joseph Bergler d. Ä., 1764–1771, westlicher Saalbau, 16. Jahrhundert, in der Barockzeit umgestaltet; mit Ausstattung | D-2-62-000-486  | weitere Bilder |
| Residenzplatz 9 (Standort)                                                                                     | Ehemaliges Palais des fürstbischöflichen Kanzlers bzw. Hofmarschallamt, sogenanntes Marschallhaus                                | Dreigeschossiger Walmdachbau mit barocker Fassadengestaltung, im Kern zum Teil noch spätromanisch, Kelleranlage mit zwei übereinander angelegten Kellern 2. Hälfte 16. Jahrhundert, Ostfassade 1906, Instandsetzung 1978 | D-2-62-000-487  | weitere Bilder |
| Residenzplatz 10 (Standort)                                                                                    | Wohn- und Geschäftshaus | Aus mehreren separaten Häusern zusammengefügt, dreigeschossiger Gebäudekomplex mit repräsentativer Fassade und Blendbalustrade mit Figurennische und seitlichen Aufsätzen, im Kern zum Teil noch mittelalterlich, 2. Hälfte 17. Jahrhundert, Fassade nach 1686, 1982 umgebaut, Steinfigur des hl. Johannes 19. Jahrhundert | D-2-62-000-488  | weitere Bilder |
| Residenzplatz 11 (Standort)                                                                                    | Wohn- und Geschäftshaus | Viergeschossiger Bau mit querovalen Okuli und Vorschussmauer, im Kern mittelalterlich, nach Stadtbrand erneuert 1662, Instandsetzung 2004 | D-2-62-000-489  | weitere Bilder |
| Residenzplatz 12 (Standort)                                                                                    | Ehemalige Hofapotheke zum schwarzen Adler                                                                                        | Dreigeschossiger Bau mit barocker Fassade, querovalen Okuli und Vorschussmauer, im Hof zweigeschossiger Laubengang 2. Hälfte 17. Jahrhundert, 1970 im Rahmen der Baumaßnahmen geschlossen; mit Ausstattung, Vorgängerausstattung von 1650 im Oberhausmuseum | D-2-62-000-490  | weitere Bilder |
| Residenzplatz 13 (Standort)                                                                                    | Wohn- und Geschäftshaus, sogenanntes Gerstl-Haus                                                                                 | Viergeschossige reiche Stuckfassade mit querovalen Okuli und Vorschussmauer, 2. Hälfte 17. Jahrhundert, im Kern zum Teil noch mittelalterlich, Fassade von Giovanni Pietro Camuzzi, um 1720, schmiedeeisernes Ladenschild um 1770, Entkernung im Erdgeschoss 20. Jahrhundert | D-2-62-000-491  | weitere Bilder |
| Rindermarkt 1 (Standort)                                                                                       | Katholische Stadtpfarrkirche St Paul                                                                                             | Barocke Saalkirche mit Abseiten und Westturm, vollendet 1678, an der Nordseite baulich integriert der sogenannte Paulusbogen, ehemaliges Stadttor, im Kern mittelalterlich, barock verändert, Innenrestaurierung 1910, Dachtragwerk des Turmes 1950 erneuert; mit Ausstattung An der Westseite große Freitreppe mit Kapelle, kleiner Rechteckraum, gleichzeitig Laden, in Nordwestecke integriert, wohl 19. Jahrhundert (Siehe auch Stadtbefestigung) | D-2-62-000-494  | weitere Bilder |
| Rindermarkt 4 (Standort)                                                                                       | Wohnhaus | Dreigeschossiger Bau mit Vorschussmauer und klassizistischer Fassadenzier, 18. Jahrhundert, im Kern wohl mittelalterlich | D-2-62-000-816  | weitere Bilder |
| Rindermarkt 7 (Standort)                                                                                       | Wohn- und Geschäftshaus | Dreigeschossiger Traufseitbau mit Walmdach, spätklassizistischer Fassadengliederung und seitlichen zweigeschossigen Anbauten, datiert mit 1865, Anbauten 1899, teilweise Erneuerung Dachwerk von 1918, Umbau und Instandsetzung 1991/92 | D-2-62-000-496  | weitere Bilder |
| Rindermarkt 9 (Standort)                                                                                       | Wohn- und Geschäftshaus | Viergeschossiger lisenengegliederter Traufseitbau mit Satteldach und Mezzanin, vorgelagert zweigeschossiger Anbau, nach 1870, Anbau 1887 aufgestockt | D-2-62-000-497  | weitere Bilder |
| Rindermarkt 10 (Standort)                                                                                      | Spitalkirche St Johannes | Zweischiffiger Bau mit geradem Chorschluss, um 1390/1400, 1478 Erweiterung um nördlichen Kapellenanbau, Turm an der Südwestecke wohl im Kern bauzeitlich und Anfang 16. Jahrhundert erneuert, durchgreifende Purifizierung im neugotischen Stil nach Vorgaben des Bischofs Heinrich Hofstätter, Umsetzung durch den Bildhauer Johann Schuller (München), 1860–1864; mit Ausstattung | D-2-62-000-499  | weitere Bilder |
| Rindermarkt 10 (Standort)                                                                                      | Ehemaliges Bruderhaus | Wohnhaus, dreigeschossiger Walmdachbau mit Vorschussmauer, im Kern 16. Jahrhundert, 2. Hälfte 17. Jahrhundert, Ladeneinbauten von 1825, Dachtragwerk 1831 erneuert, 1915 teilabgebrochen, Inneres 2005 erneuert | D-2-62-000-498  | weitere Bilder |
| Rindermarkt 14 (Standort)                                                                                      | Wohn- und Geschäftshaus | Dreigeschossiger Bau mit querovalen Okuli, barockem Stuckdekor und Vorschussmauer, im Kern 18. Jahrhundert, im 20. Jahrhundert Erdgeschoss entkernt und Fassade größtenteils erneuert | D-2-62-000-500  | weitere Bilder |
| Rindermarkt 16 (Standort)                                                                                      | Wohn- und Geschäftshaus | Viergeschossiger Eckbau mit Mansardwalmdach, wohl um 1882, Aufstockung von 1887 | D-2-62-000-501  | weitere Bilder |
| Römerplatz (Standort)                                                                                          | Heiligenfigur hl. Johann Nepomuk                                                                                                 | Barocke Kalksteinfigur mit Widmungsinschrift und Wappen, bezeichnet mit 1718 | D-2-62-000-76   | Heiligenfigur hl. Johann Nepomuk                                                                                              |
| Römerplatz 3 (Standort)                                                                                        | Wohnhaus | Dreigeschossiger Eckbau mit Walmdach, Vorschussmauer und seitliches Okuli, im Kern 16. Jahrhundert, 2. Hälfte 17. Jahrhundert, 1865 aufgestockt, Ladeneinbau von 1916, Umbauten 1993–1995 | D-2-62-000-28   | Wohnhaus |
| Römerstraße 2 und 4; Donaustraße 1; Jahnstraße 5; Am Severinstor 2; Nähe Ortspitze; Klosterwinkel 4 (Standort) | Stadtbefestigung | Stadtbefestigung: Wehrmauer, sogenannte Römerwehr, Anlage aus dem 10. Jahrhundert, 6–8 m hohe Ringmauer aus Granitbruchsteinen am Westrand des Altstadthügels, heutiger Bestand mittelalterlich (Nähe Domplatz) Entlang der Jahnstraße etwa 6 m hohe Ringmauer und ca. 3–4 m hohe Zwingermauer aus Bruchsteinen, mit Halbrundturm, wohl Anfang 15. Jahrhundert, Befestigungsmauer zum Teil in Wohnhausbau integriert (Jahnstraße 7,9,11) An der Römerstraße 2 Teile der Stadtmauer aus Bruchstein, teilweise noch etwa 6 m hoch, 1. Hälfte 15. Jahrhundert Rest der alten Befestigungsmauer mit Halbrundturm, wohl 1. Hälfte 15. Jahrhundert (Nähe Lederergasse) Rest der alten Befestigungsmauer, 16. Jahrhundert, auf der früheren Stadtgrenze stehend (Nähe Christdobl) Stadttürme: Sogenannter Schaiblingsturm, Rundturm mit Kegeldach und Fresko, nördlich anschließend gemauerte Brücke über Innkai, errichtet 1250, Dachtragwerk 1478 (dendro. dat.), renoviert 1481 Sogenannter Peichterturm, Rundturm an der Wehrmauer, von 1403, ausgebaut 1983 Wehrturm mit Zeltdach, 1. Hälfte 15. Jahrhundert Befestigungsturm mit Kegelbedachung, wohl 1. Hälfte 15. Jahrhundert Rechteckiger Turm mit steilem Walmdach, wohl 15. Jahrhundert Gemauerte Bastei, kleeblattförmiger Grundriss, errichtet 1531 Befestigungsturm mit Zeltdach an der Westseite des Berings Jahnstraße, baulich integriert, siehe Lederergasse 54 Stadttore: Sogenanntes Innbrucktor, siehe Zengergasse 1; Sogenannter Paulusbogen, siehe Rindermarkt 1; Sogenanntes Severinstor, siehe Am Severinstor | D-2-62-000-820  | Stadtbefestigung |
| Rosengasse 1 (Standort)                                                                                        | Wohnhaus und Gaststätte | Viergeschossiger Eckbau mit Vorschussmauer, im Kern 2. Hälfte 17. Jahrhundert, Aufstockung von 1856 | D-2-62-000-505  | weitere Bilder |
| Rosengasse 4 (Standort)                                                                                        | Wohnhaus und Gaststätte | Dreigeschossiger Bau mit horizontal abschließender Fassade, um 1750–1777, Erdgeschossumbauten 2. Hälfte 19. Jahrhundert, Instandsetzung von 2009 | D-2-62-000-507  | weitere Bilder |
| Rosengasse 5 (Standort)                                                                                        | Wohn- und Geschäftshaus | Dreigeschossiger Halbwalmdachbau mit Vorschussmauer, im Kern wohl 2. Hälfte 18. Jahrhundert, Garageneinbau 1970 | D-2-62-000-508  | weitere Bilder |
| Roßtränke 4 (Standort)                                                                                         | Brauereigasthof Peschlbräu | Dreigeschossiger Bau mit Vorschussmauer und Arkadenhof, im Kern letztes Drittel 16. Jahrhundert, Portal bezeichnet mit 1682, Madonnenfigur 17. Jahrhundert, 2011 instand gesetzt | D-2-62-000-509  | weitere Bilder |
| Roßtränke 6 (Standort)                                                                                         | Ehemaliges Brauereigebäude des Peschl-Bräus                                                                                      | Viergeschossiger Eckbau mit Walmdach, im Kern 2. Hälfte 17. Jahrhundert, 1890 um zwei Geschosse aufgestockt, Erneuerungen 20. Jahrhundert, Hochwassermarke von 1501 am Hauseck | D-2-62-000-510  | weitere Bilder |
| Roßtränke 9 (Standort)                                                                                         | Ehemaliges Gastwirtschaft | Dreigeschossiger Eckbau mit Vorschussmauer, im Kern 2. Hälfte 17. Jahrhundert | D-2-62-000-511  | weitere Bilder |
| Roßtränke 12 (Standort)                                                                                        | Wohn- und Geschäftshaus | Viergeschossiger Bau mit horizontal abschließender Fassade, im Erdgeschoss noch mittelalterliche Mauerreste, 2. Hälfte 17., Fassade 19. Jahrhundert, Aufstockung von 1888, Instandsetzung von 1985 | D-2-62-000-512  | weitere Bilder |
| Schlosserstiege 3 (Standort)                                                                                   | Ehemaliges Wirtschaftsgebäude, jetzt Wohnhaus                                                                                    | Zweigeschossiger Schopfwalmdachbau, im Kern mittelalterlich, 1890, Instandsetzung von 1999 | D-2-62-000-758  | Ehemaliges Wirtschaftsgebäude, jetzt Wohnhaus                                                                                 |
| Schrottgasse 2 und 4 (Standort)                                                                                | Hotel- und Museumskomplex „Wilder Mann am Rathausplatz“                                                                          | Nach den Stadtbränden 1662 und 1680 Zusammenfassung mehrerer Häuser, darunter ehemaliges Stadtrichterhaus, viergeschossiger Bau mit Okuli, spätgotischen Flacherkern und flacher architektonischer Putzgliederung, im Kern zum Teil noch 15. Jahrhundert, Fassade 2. Hälfte 18. Jahrhundert, Portal an der Schrottgasse bezeichnet mit 1676 | D-2-62-000-546  | weitere Bilder |
| Schrottgasse 5 (Standort)                                                                                      | Wohnhaus | Wohl aus mehreren Häusern zusammengefügt, viergeschossiger Bau mit Vorschussmauer, versetzter Front und Runderker, 15. Jahrhundert, Wiederaufbau nach Stadtbrand von 1680, Portal Ende 17. Jahrhundert | D-2-62-000-548  | Wohnhaus |
| Schrottgasse 6 (Standort)                                                                                      | Wohn- und Geschäftshaus | Viergeschossiger Bau mit Vorschussmauer, 2. Hälfte 17. Jahrhundert, im Kern zum Teil noch mittelalterlich | D-2-62-000-549  | Wohn- und Geschäftshaus |
| Schrottgasse 8 (Standort)                                                                                      | Gasthaus zum Strauß | Viergeschossiger Bau mit Vorschussmauer und Grabendach, 2. Hälfte 17. Jahrhundert, im Kern mittelalterlich | D-2-62-000-550  | Gasthaus zum Strauß |
| Schrottgasse 10 (Standort)                                                                                     | Wohn- und Geschäftshaus | Viergeschossiger Bau mit horizontal abschließender Fassade und klassizistischem Dekor, um 1800, im Kern wohl älter, Treppenhaus bezeichnet mit 1820 | D-2-62-000-551  | Wohn- und Geschäftshaus |
| Schrottgasse 12 (Standort)                                                                                     | Wohn- und Geschäftshaus | Viergeschossiges Eckhaus mit spätbarock veränderter Fassade, Ende 17. Jahrhundert, im Kern zum Teil noch 13. Jahrhundert, Portal 17. Jahrhundert | D-2-62-000-552  | Wohn- und Geschäftshaus |
| Schustergasse 1 (Standort)                                                                                     | Wohn- und Geschäftshaus | Viergeschossiger Eckbau mit Vorschussmauer und barocker Fassadengliederung, im Kern Ende 16. Jahrhundert, nach 1680 nach den beiden großen Stadtbränden erneuert, Portal bezeichnet mit 1573/1695, Verlegung des Ladeneingangs 1967, Südfassade 1987 rekonstruiert | D-2-62-000-554  | Wohn- und Geschäftshaus |
| Schustergasse 2 (Standort)                                                                                     | Wohnhaus | Viergeschossiger schmaler Bau mit Vorschussmauer, im Kern 15./16. Jahrhundert, nach 1680 nach den beiden großen Stadtbränden wieder errichtet, Ladeneinbau frühes 19. Jahrhundert, Umbau 1991 | D-2-62-000-555  | Wohnhaus |
| Schustergasse 3 (Standort)                                                                                     | Wohn- und Geschäftshaus | Viergeschossiger Bau mit Vorschussmauer und stuckierter Fassade, im Kern 2. Hälfte 17. Jahrhundert, Fassade 2. Hälfte 18. Jahrhundert, Ladenein- und Umbauten 1813 und 1856 | D-2-62-000-556  | Wohn- und Geschäftshaus |
| Schustergasse 4, 6 und 8 (Standort)                                                                            | Ehemaliger Domherrenhof, sogenannter Herbersteinpalais, seit 1700 Amtswohnung des Bürgermeisters, seit 1904 Amtsgericht          | Dreigeschossige Dreiflügelanlage um einen Arkadenhof im Renaissancestil, straßenseitig mit Vorschussmauer, erbaut durch den Domherrn Graf von Herberstein, Ende 16. Jahrhundert, 1662 nach Brand wiederhergestellt und umgebaut, 1996 östliche Erweiterung um zwei Wohnhäuser (Schustergasse 6–8), viergeschossige Bauten mit horizontal abschließenden Fassaden, im Kern spätmittelalterlich | D-2-62-000-557  | Ehemaliger Domherrenhof, sogenannter Herbersteinpalais, seit 1700 Amtswohnung des Bürgermeisters, seit 1904 Amtsgericht       |
| Schustergasse 5 (Standort)                                                                                     | Wohn- und Geschäftshaus | Viergeschossiger Bau mit horizontal abschließender Fassade, im Kern mittelalterlich, 2. Hälfte 17. Jahrhundert, Fassade 18. Jahrhundert und 1963 erneuert, Aufstockung 1904 | D-2-62-000-558  | Wohn- und Geschäftshaus |
| Schustergasse 7 (Standort)                                                                                     | Wohnhaus | Viergeschossiger Pultdachbau mit Vorschussmauer, im Kern wohl mittelalterlich, 2. Hälfte 17. Jahrhundert, 1881 Dachtragwerk erneuert | D-2-62-000-560  | Wohnhaus |
| Schustergasse 9 (Standort)                                                                                     | Wohn- und Geschäftshaus, Geburtshaus des Historienmalers Ferdinand Wagner (1847–1927)                                            | Viergeschossiger Walmdachbau mit spätbarocker Putzfassade und Vorschussmauer, im Kern wohl vor 1662/1680, 2. Hälfte 17. Jahrhundert, Fassade 1895, Ladenumbauten von 1904, erneuert | D-2-62-000-561  | Wohn- und Geschäftshaus, Geburtshaus des Historienmalers Ferdinand Wagner (1847–1927)                                         |
| Schustergasse 10 (Standort)                                                                                    | Ehemaliges Wachszieher- und Lebzelterhaus, ehemalige Kupferschmiede, 1886–1972 Konditorei, sogenanntes Chromy-Haus               | Viergeschossiger freistehender Bau mit Volutenschweifgiebeln, Mansarddach und barockisierender Fassade, im Kern mittelalterlich, 2. Hälfte 17. Jahrhundert, 1888 aufgestockt, östlicher Anbau sowie Fassade von Julius Kempf, 1902, Dachtragwerk erneuert | D-2-62-000-562  | Ehemaliges Wachszieher- und Lebzelterhaus, ehemalige Kupferschmiede, 1886–1972 Konditorei, sogenanntes Chromy-Haus            |
| Schustergasse 12 (Standort)                                                                                    | Remise und Wohnhaus | Südlich eingeschossiger Remisentrakt mit Schweifgiebel und Heiligenfigur, nördlich dreigeschossiger Wohnhaustrakt auf hohem Sockelgeschoss, 18. Jahrhundert, Nepomukfigur 18. Jahrhundert | D-2-62-000-564  | Remise und Wohnhaus |
| Schustergasse 13 (Standort)                                                                                    | Wohnhaus | Viergeschossiger Bau mit barocker Putzfassade und Vorschussmauer, im Kern wohl mittelalterlich, 2. Hälfte 17. Jahrhundert, 1989 Innenumbauten und Dachtragwerk erneuert | D-2-62-000-565  | Wohnhaus |
| Schustergasse 14 (Standort)                                                                                    | Studienkirche St Michael, ehemalige Kirche des Jesuitenkollegs                                                                   | Tonnengewölbte barocke Wandpfeileranlage mit Doppelturmfassade im Westen, von Pietro Francesco Carlone, 1650–1676.; mit Ausstattung An der Südseite Franz-Xaverius-Kapelle, zentralisierende Spätbarockanlage, 1733/34; mit Ausstattung | D-2-62-000-566  | weitere Bilder |
| Schustergasse 15 (Standort)                                                                                    | Wohn- und Geschäftshaus | Viergeschossiger Eckbau mit Vorschussmauer, im Kern 2. Hälfte 17. Jahrhundert, Ladenfront und Erschließung von 1961 | D-2-62-000-567  | Wohn- und Geschäftshaus |
| Schustergasse 17 (Standort)                                                                                    | Wohn- und Geschäftshaus | Viergeschossiger Eckbau mit barocker Fassadengliederung, 2. Hälfte 17. Jahrhundert, Fassade 1914, Umbau mit Aufstockung und im Inneren Entkernung 1972/73 | D-2-62-000-568  | Wohn- und Geschäftshaus |
| Schustergasse 19 und 21 (Standort)                                                                             | Ehemaliges Studienkolleg der Jesuiten, heute sogenanntes Pellianum                                                               | Aus zwei viergeschossigen Häusern zusammengefügt, Eckbau mit Mansarddach, im Kern 2. Hälfte 17. Jahrhundert, Nr. 21 1897 aufgestockt, 1924/25 beide vereinigt | D-2-62-000-569  | Ehemaliges Studienkolleg der Jesuiten, heute sogenanntes Pellianum                                                            |
| Steiningergasse 2 (Standort)                                                                                   | Ehemaliges Stadtfleischerhaus | Dreigeschossiger Walmdachbau mit Mezzanin und Stützpfeilern, 1348 urkundlich erwähnt, zwei gotische Häuser 1554 zusammengefügt, 1977/78 und 2008 umgebaut | D-2-62-000-570  | Ehemaliges Stadtfleischerhaus                                                                                                 |
| Steiningergasse 3 (Standort)                                                                                   | Wohnhaus | Viergeschossiger Bau mit horizontal abschließender Fassade und spätgotischem Treppenaufgang an der Straßenseite, im Kern mittelalterlich, nach Stadtbränden 1662 und 1680 erneuert, Umbau 1. Hälfte 19. Jahrhundert und 20. Jahrhundert | D-2-62-000-572  | Wohnhaus |
| Steiningergasse 4 (Standort)                                                                                   | Wohnhaus | Dreigeschossiger Bau mit horizontal abschließender Fassade, 17. Jahrhundert, Umbau und Aufstockung von 1923 | D-2-62-000-573  | Wohnhaus |
| Steiningergasse 5 (Standort)                                                                                   | Wohnhaus | Dreigeschossiger Bau mit Vorschussmauer, im Kern wohl mittelalterlich, 2. Hälfte 17. Jahrhundert, 1991–1993 Umbau und Dachwerk erneuert. | D-2-62-000-574  | Wohnhaus |
| Steiningergasse 6 (Standort)                                                                                   | Wohnhaus | Dreigeschossiger giebelseitiger Bau mit Halbwalmdach, wohl 16. Jahrhundert, 1827 Dachtragwerk erneuert | D-2-62-000-575  | Wohnhaus |
| Steiningergasse 7 (Standort)                                                                                   | Wohnhaus | Aus mehreren mittelalterlichen Häusern zusammengefügt, viergeschossiger Bau mit Vorschussmauer und zum Teil erhaltenen gotischen Fensterumrahmungen, Bauinschrift über Hauseingang bezeichnet mit 1493, nach Stadtbrand 1662 erneuert, Instandsetzung 1987 | D-2-62-000-576  | weitere Bilder |
| Steiningergasse 8 (Standort)                                                                                   | Ehemaliges Schiffsmeisterhaus | Dreigeschossiger Bau mit Vorschussmauer, hofseitig mit Renaissancearkaden, im Kern mittelalterlich, spitzbogiges Portal, 15. Jahrhundert, Arkaden 16. Jahrhundert, Tordurchfahrt mit Wappenschild bezeichnet mit 1548, nach 1680 nach den beiden großen Stadtbränden wieder errichtet Zugehöriges Rückgebäude, 18. Jahrhundert, im Kern mittelalterlich | D-2-62-000-577  | Ehemaliges Schiffsmeisterhaus                                                                                                 |
| Steiningergasse 9 (Standort)                                                                                   | Wohnhaus | Viergeschossiger Bau mit horizontal abschließender Fassade, im Kern wohl 15./16. Jahrhundert, 2. Hälfte 17. Jahrhundert, 1955 Dachtragwerk erneuert, Garageneinbau von 1971 | D-2-62-000-578  | weitere Bilder |
| Steiningergasse 10 (Standort)                                                                                  | Wohnhaus | Viergeschossiger Bau mit Vorschussmauer, im Kern mittelalterlich, 15. Jahrhundert, Instandsetzung 1982/83 | D-2-62-000-579  | Wohnhaus |
| Steiningergasse 11 (Standort)                                                                                  | Wohnhaus | Dreigeschossiger Bau mit Vorschussmauer, 2. Hälfte 17. Jahrhundert, Dachtragwerk 1823 erneuert, Instandsetzung 2007 | D-2-62-000-580  | Wohnhaus |
| Steiningergasse 13 (Standort)                                                                                  | Wohn- und Geschäftshaus | Viergeschossiges Eckhaus mit gegliederter, horizontal abschließender Fassade und Grabendach, wohl 17. Jahrhundert, Fassade 19. Jahrhundert | D-2-62-000-581  | weitere Bilder |
| Steinweg 1 (Standort)                                                                                          | Ehemaliges Seminar St Maximilian                                                                                                 | Im Mittelalter ehemaliger Kellerhof des Domkapitels, ehemaliges Domkloster mit Domschule, viergeschossige Dreiflügelanlage mit Walmdach und barocker Fassadengliederung, im Kellergeschoss des Langflügels romanische Doppelhalle des 11. Jahrhunderts, im Ostflügel integriert ehemaliges Immunitätstor St Maximilian, um 1729, Südostflügel 1860/61 aufgestockt, Fassade 1927 | D-2-62-000-582  | weitere Bilder |
| Steinweg 2 (Standort)                                                                                          | Wohn- und Geschäftshaus | Dreigeschossiger Bau mit Vorschussmauer und klassizistischem Fassadendekor, Überbauung der Pfaffengasse mit dreigeschossigem Torbogen, im Kern mittelalterlich, 2. Hälfte 17. Jahrhundert, Fassade 1863, mehrfach umgestaltete Ladenfront | D-2-62-000-583  | weitere Bilder |
| Steinweg 4 (Standort)                                                                                          | Wohn- und Geschäftshaus, sogenanntes Rosenbergerhaus (Franz Xaver Rosenberger, 1820–1895, Freund und Förderer Adalbert Stifters) | Dreigeschossige Vierflügelanlage um einen Arkadenhof, gegliederte Fassade mit Attikazone, im Kern 16. Jahrhundert, nach 1680 nach den beiden großen Stadtbränden wieder aufgebaut, Fassade 1864, vor dem Treppenaufgang im Hof zwei Rotmarmorgrabplatten als Antritt, 2. Hälfte 15. Jahrhundert | D-2-62-000-584  | weitere Bilder |
| Steinweg 6 und 6 a (Standort)                                                                                  | Wohn- und Geschäftshaus mit Gaststätte                                                                                           | Dreigeschossiger Eckbau mit Mansardwalmdach und barockisierender Fassadengliederung, wohl 2. Hälfte 17. Jahrhundert, 1814 Dachtragwerk erneuert, Fassade von 1911, Erdgeschossumbau von 1955, Instandsetzung von 2004/05 | D-2-62-000-586  | weitere Bilder |
| Steinweg 7 (Standort)                                                                                          | Domherrenhof, sogenannter Graf von Thun-Hof                                                                                      | Zweiflügelanlage, dreigeschossiger Hauptbau mit horizontal abschließender Fassade, Putzgliederung und Renaissanceportal, mittelalterlich, nach den Stadtbränden von 1662 und 1680 wieder aufgebaut, Treppenhaus nach 1662, um 1770, Fassade 19. Jahrhundert Seitenflügel, mittelalterlich, Mitte 15. Jahrhundert, Umbau bezeichnet mit 1615 (am Kellerabgang im Innenhof), möglicherweise unveränderter Wiederaufbau nach 1662 | D-2-62-000-587  | weitere Bilder |
| Steinweg 9 (Standort)                                                                                          | Domherrenhof, sogenannter Fuggerhof                                                                                              | Dreigeschossiger Bau mit Vorschussmauer und rustiziertem Erdgeschoss, 1668 | D-2-62-000-588  | weitere Bilder |
| Steinweg 11 (Standort)                                                                                         | Domherrenhof, sogenannter Thun- oder Welsberghof                                                                                 | Dreigeschossiger Bau mit Okulizone und Vorschussmauer, 12. Jahrhundert Erweiterungen und Anbauten im 13. Jahrhundert, 15. Jahrhundert und nach 1662, 1682 umgebaut und instand gesetzt von Leopold Graf Khuen von Liechtenberg, Walmdach 1709 (dendro. dat.), Reparatur des Dachtragwerks 1787 (dendro. dat.), im 19. Jahrhundert Veränderungen im Rückgebäude, nach Kriegsbeschädigung 1949 instand gesetzt | D-2-62-000-589  | weitere Bilder |
| Steinweg 12 (Standort)                                                                                         | Wohnhaus | Ehemals mit Werkstatt, aus mehreren Häusern zusammengefügt, drei- bzw. viergeschossiger gestaffelter Schopfwalmdachbau, Hauptfront mit Bodenerker, Sonnenuhr und frühklassizistischem Fassadendekor, im Kern mittelalterlich, Fassade um 1770 | D-2-62-000-590  | weitere Bilder |
| Steinweg 13 (Standort)                                                                                         | Ehemaliger Kapitularhof, sogenannter Jungdaunhof, Payersberg- oder Neuenstein-Hof                                                | Viergeschossiger Eckbau mit Mezzanin und Wappenkartusche, im Kern wohl mittelalterlich, 2. Hälfte 17. Jahrhundert, Portal bezeichnet mit Franz Anton Graf von Losenstein, 1668, Ladenein- und Umbau im Laufe des 19./20. Jahrhunderts, Dachtragwerk erneuert | D-2-62-000-591  | weitere Bilder |
| Steinweg 14 (Standort)                                                                                         | Wohnhaus | Zweigeschossiger giebelseitiger Bau mit Schopfwalmdach und barockisierendem Fassadendekor, im Kern wohl 2. Hälfte 17. Jahrhundert, Fassade 19. Jahrhundert, Ladenfront von 1938 | D-2-62-000-592  | weitere Bilder |
| Steinweg 15 und 15 a (Standort)                                                                                | Wohnhaus | Dreigeschossiger Eckbau mit vorgelegter doppelläufiger Treppe, Mansarddach und barocker Fassadengliederung, im Kern 2. Hälfte 17. Jahrhundert, Dachtragwerk im 18./19. Jahrhundert erneuert | D-2-62-000-593  | weitere Bilder |
| Steinweg 16 (Standort)                                                                                         | Wohn- und Geschäftshaus | Zweigeschossiger biedermeierlicher Bau mit Dachgauben und spätklassizistischer Fassade, 1884 | D-2-62-000-594  | weitere Bilder |
| Steinweg 16 a (Standort)                                                                                       | Wohnhaus | Zwei- bzw. dreigeschossiger Bau mit horizontal abschließender Fassade und reichem Fassadenstuck, im Kern mittelalterlich, 2. Hälfte 17. Jahrhundert, Fassade 1720, Dachtragwerk von 1890, erneuert während der Instandsetzung und dem Umbau 1992–1994 | D-2-62-000-595  | weitere Bilder |
| Theresienstraße 1 (Standort)                                                                                   | Wohn- und Geschäftshaus | Viergeschossiger Bau mit horizontal abschließender Fassade, wohl 1. Hälfte 19. Jahrhundert | D-2-62-000-600  | Wohn- und Geschäftshaus |
| Theresienstraße 3 (Standort)                                                                                   | Ehemaliges Wohnhaus mit Gastwirtschaft, jetzt Wohn- und Geschäftshaus                                                            | Viergeschossiger Bau mit Mezzanin und historisierender Fassadengliederung, 19. Jahrhundert, im Kern wohl älter | D-2-62-000-601  | Ehemaliges Wohnhaus mit Gastwirtschaft, jetzt Wohn- und Geschäftshaus                                                         |
| Theresienstraße 5 (Standort)                                                                                   | Wohn- und Geschäftshaus | Viergeschossiger Eckbau mit Runderker und flachem Walmdach, im Kern wohl mittelalterlich, Eckerker 16./17. Jahrhundert, äußeres Erscheinungsbild 2. Hälfte 19. Jahrhundert, 1980/81 umgebaut | D-2-62-000-602  | Wohn- und Geschäftshaus |
| Theresienstraße 6 (Standort)                                                                                   | Wohn- und Geschäftshaus | Viergeschossiger Bau mit barocker Stuckfassade und Vorschussmauer, 18./19. Jahrhundert | D-2-62-000-754  | weitere Bilder |
| Theresienstraße 9 (Standort)                                                                                   | Wohn- und Geschäftshaus | Viergeschossiger Bau mit Vorschussmauer und Attikazone, im Kern 18. Jahrhundert, Fassade erneuert | D-2-62-000-603  | weitere Bilder |
| Theresienstraße 10 (Standort)                                                                                  | Wohn- und Geschäftshaus | Viergeschossiger Eckbau mit Walmdach und Flachputzgliederung, im Kern 18. Jahrhundert | D-2-62-000-604  | weitere Bilder |
| Theresienstraße 11 (Standort)                                                                                  | Wohn- und Geschäftshaus | Dreigeschossiger Bau mit Vorschussmauer und Okuli, im Kern 2. Hälfte 17. Jahrhundert | D-2-62-000-605  | weitere Bilder |
| Theresienstraße 12 (Standort)                                                                                  | Evangelisch-Lutherische Pfarrkirche St Matthäus                                                                                  | Neugotische Saalkirche mit Nordturm, von Friedrich Bürklein, 1853–1859; mit Ausstattung | D-2-62-000-606  | weitere Bilder |
| Theresienstraße 14 (Standort)                                                                                  | Wohn- und Geschäftshaus | Viergeschossiger Bau mit Giebel-Vorschussmauer, Portal bezeichnet mit 1587, Fassade wohl 19./20. Jahrhundert | D-2-62-000-607  | weitere Bilder |
| Theresienstraße 15 (Standort)                                                                                  | Wohn- und Geschäftshaus | Wohl zwei separate Häuser zusammengefügt, dreigeschossiger Bau mit Vorschussmauer, 2. Hälfte 18. Jahrhundert, Fassade später | D-2-62-000-608  | weitere Bilder |
| Theresienstraße 17 (Standort)                                                                                  | Wohn- und Geschäftshaus | Dreigeschossiger Bau mit Vorschussmauer und Okuli, Ende 18. Jahrhundert, Dachstuhl 1856 (dendro. dat) | D-2-62-000-609  | weitere Bilder |
| Theresienstraße 18 (Standort)                                                                                  | Ehemaliger fürstbischöflicher Marstall, ab 1859 Landgerichtsgefängnis, heute Justizvollzugsanstalt                               | Dreigeschossiger Traufseitbau mit Satteldach und Erdgeschossrustizierung, 2. Hälfte 17. Jahrhundert, am Portal bezeichnet mit 1692 | D-2-62-000-610  | weitere Bilder |
| Theresienstraße 19 (Standort)                                                                                  | Wohn- und Geschäftshaus | Viergeschossiger Bau mit Vorschussmauer und reich gegliederter Barockfassade, 18. Jahrhundert | D-2-62-000-611  | weitere Bilder |
| Theresienstraße 22 (Standort)                                                                                  | Wohn- und Geschäftshaus | Dreigeschossiger Bau mit Vorschussmauer und frühklassizistischem Fassadendekor, am Oberlichtgitter über der Haustür bezeichnet mit 1786 | D-2-62-000-612  | weitere Bilder |
| Theresienstraße 23 (Standort)                                                                                  | Wohn- und Geschäftshaus | Viergeschossiger Bau mit Vorschussmauer, im Kern wohl 2. Hälfte 17. Jahrhundert | D-2-62-000-613  | weitere Bilder |
| Theresienstraße 24 (Standort)                                                                                  | Wohn- und Geschäftshaus | Dreigeschossiger Bau mit Vorschussmauer und spätbarocker Fassadengliederung, 2. Hälfte 18. Jahrhundert | D-2-62-000-614  | weitere Bilder |
| Theresienstraße 25 (Standort)                                                                                  | Wohn- und Geschäftshaus | Dreigeschossiger Bau mit Vorschussmauer, klassizistischer Fassadengestaltung und Okuli, 1. Hälfte 19. Jahrhundert | D-2-62-000-615  | weitere Bilder |
| Theresienstraße 26 (Standort)                                                                                  | Ehemalige Gaststätte Weißer Bär                                                                                                  | Viergeschossiger Bau mit Vorschussmauer und Flachputzgliederung, im Kern wohl 18. Jahrhundert | D-2-62-000-616  | weitere Bilder |
| Theresienstraße 32 (Standort)                                                                                  | Wohn- und Geschäftshaus | Viergeschossiger Bau mit Vorschussmauer und Okuli, im Kern wohl 2. Hälfte 17. Jahrhundert, Fassade 19. Jahrhundert | D-2-62-000-617  | weitere Bilder |
| Theresienstraße 34 (Standort)                                                                                  | Ehemaliges Gasthaus Zum goldenen Adler, später Buchdruckerei und Verlag                                                          | Dreigeschossiger Bau mit historistischem Fassadendekor und Vorschussmauer, im Kern 2. Hälfte 17. Jahrhundert | D-2-62-000-618  | weitere Bilder |
| Theresienstraße 42 (Standort)                                                                                  | Wohnhaus | Dreigeschossiger Walmdachbau in Ecklage mit Mezzanin und historisierender Fassadengestaltung, 2. Hälfte 19. Jahrhundert | D-2-62-000-831  | weitere Bilder |
| Unterer Sand 1 (Standort)                                                                                      | Wohnhaus | Viergeschossiger reich gegliederter Eckbau mit Mansarddach, Zwerchgiebeln, Erkern und Turmaufsatz, neoklassizistischer Fassadendekor, bezeichnet mit 1904 | D-2-62-000-208  | weitere Bilder |
| Unterer Sand 3 (Standort)                                                                                      | Wohnhaus | Viergeschossiger Bau mit horizontal abschließender Fassade, im Kern 2. Hälfte 17. Jahrhundert | D-2-62-000-619  | weitere Bilder |
| Unterer Sand 4 (Standort)                                                                                      | Wohn- und Geschäftshaus | Fünfgeschossiger Bau mit horizontal abschließender Fassade und spätbarockem Fassadendekor, im Kern wohl 18. Jahrhundert | D-2-62-000-620  | weitere Bilder |
| Unterer Sand 6 (Standort)                                                                                      | Wohn- und Geschäftshaus | Schmaler viergeschossiger Bau mit schlichter Putzfassade und gerade abschließender Vorschussmauer, mittelalterlicher Kernbau mit barocken Überformungen und Erneuerungen wohl nach Stadtbränden, 3. Obergeschoss 1799 (bezeichnet) aufgestockt | D-2-62-000-763  | BW |
| Unterer Sand 8 (Standort)                                                                                      | Gaststätte Goldenes Schiff | Dreigeschossiger Eckbau mit Okuli und neubarockem Schweifgiebel, Anfang 20. Jahrhundert, im Kern wohl älter | D-2-62-000-623  | weitere Bilder |
| Unterer Sand 9 (Standort)                                                                                      | Wohnhaus | Viergeschossiger Bau mit spätbarockem Fassadendekor und Vorschussmauer, im Kern 16. Jahrhundert | D-2-62-000-624  | weitere Bilder |
| Unterer Sand 11 (Standort)                                                                                     | Wohnhaus | Viergeschossiger Bau mit horizontal abschließender Fassade, im Kern 16. Jahrhundert | D-2-62-000-625  | weitere Bilder |
| Unterer Sand 12 (Standort)                                                                                     | Wohn- und Geschäftshaus | Dreigeschossiger Bau mit horizontal abschließender Fassade, wohl 1. Hälfte 19. Jahrhundert | D-2-62-000-626  | Wohn- und Geschäftshaus |
| Unterer Sand 15 (Standort)                                                                                     | Wohnhaus | Viergeschossiger Eckbau mit Walmdach und Segmentbogenfenstern, 2. Hälfte 19. Jahrhundert | D-2-62-000-627  | Wohnhaus |
| Unterer Sand 18 (Standort)                                                                                     | Gasthof Zur goldenen Sonne | Dreigeschossiger Eckbau mit Walmdach und klassizistischem Fassadendekor, 19. Jahrhundert, im Kern 2. Hälfte 17. Jahrhundert | D-2-62-000-628  | Gasthof Zur goldenen Sonne |
| Wittgasse 1 (Standort)                                                                                         | Wohn- und Geschäftshaus | Viergeschossiger Bau mit Flacherker und historisierendem Fassadendekor, im Kern 2. Hälfte 17. Jahrhundert, Fassade und Aufstockung von 1898, Ladenfront 2. Hälfte 20. Jahrhundert | D-2-62-000-634  | weitere Bilder |
| Wittgasse 2 (Standort)                                                                                         | Wohn- und Geschäftshaus | Dreigeschossiger Eckbau mit Putzgliederung, im Kern wohl 2. Hälfte 17. Jahrhundert, Fassade von 1904, Ladenfront und Erdgeschossumbauten 19./20. Jahrhundert | D-2-62-000-635  | weitere Bilder |
| Wittgasse 4 (Standort)                                                                                         | Wohn- und Geschäftshaus | Dreigeschossiger Bau mit horizontal abschließender frühklassizistischer Fassade, 2. Hälfte 17. Jahrhundert, Fassade von 1904, seit 1975 innen weitgehend entkernt | D-2-62-000-636  | weitere Bilder |
| Wittgasse 5 (Standort)                                                                                         | Wohn- und Geschäftshaus | Dreigeschossiger Bau mit horizontal abschließender Fassade und klassizistischem Fassadendekor, im Kern 2. Hälfte 17. Jahrhundert, Erdgeschossfassade 1988 rekonstruiert, Innenumbauten 2. Hälfte 20. Jahrhundert | D-2-62-000-637  | weitere Bilder |
| Wittgasse 7 (Standort)                                                                                         | Wohn- und Geschäftshaus, ehemalige Weinschänke                                                                                   | Dreigeschossiger Eckbau mit Vorschussmauer und Innenhof, im Kern aus zwei gotischen Häusern zusammengefasst, Ende 18. Jahrhundert, Umbauten 1949–1951 | D-2-62-000-639  | weitere Bilder |
| Wittgasse 9 (Standort)                                                                                         | Wohn- und Geschäftshaus | Dreigeschossiger Eckbau mit historisierendem Fassadendekor und Vorschussmauer, vor 1827, im Kern wohl älter, Fassade 1894, Innenumbauten von 1944 und 1997–1999 | D-2-62-000-640  | weitere Bilder |
| Zengergasse 1 und 3 (Standort)                                                                                 | Ehemalige Alte Bischöfliche Residenz, jetzt Landgericht                                                                          | Großer Gebäudekomplex mit zwei Innenhöfen, im Kern 13. Jahrhundert, Erweiterungen im 15. und 16. Jahrhundert, nach den beiden Stadtbränden von 1662 und 1680 wiederhergestellt, Umbau und Restaurierung 1992/96; mit Ausstattung Baulich integriert ehemalige Hofkapelle Mariae Himmelfahrt von 1493, 1662 zerstört, Wiederherstellung um 1693 beendet, in der Säkularisation 1803 profaniert Innbrucktor mit Durchfahrt baulich integriert, Außenseite mit Quaderverblendung, in der Durchfahrt gotische Gewölbe, frühgotisch Westlich ehemaliger Zengerhof, jetzt Teil des Landgerichtes, dreigeschossige Dreiflügelanlage um einen Innenhof, Ende 17. Jahrhundert, im Kern 16. Jahrhundert (Siehe auch Stadtbefestigung) | D-2-62-000-642  | weitere Bilder |
| Zinngießergasse 2 (Standort)                                                                                   | Wohnhaus | Viergeschossiger Bau, südlich mit Vorschussmauer, 2. Hälfte 17. Jahrhundert, Fassade und Dachtragwerk erneuert, Innenumbauten von 1978 | D-2-62-000-644  | Wohnhaus |
| Zinngießergasse 4 (Standort)                                                                                   | Ehemaliges Stadtgerichtsgefängnis, wohl ehemaliges Schergenhaus, seit 1808 Wohnhaus                                              | Viergeschossiger Bau mit Giebelaufsatz, 16. Jahrhundert, Umbau von 1808, Instandsetzung von 1988 | D-2-62-000-645  | Ehemaliges Stadtgerichtsgefängnis, wohl ehemaliges Schergenhaus, seit 1808 Wohnhaus                                           |
| Zinngießergasse 6 (Standort)                                                                                   | Wohnhaus, wohl ehemaliges Amtshaus                                                                                               | Fünfgeschossiger Bau, wohl 2. Hälfte 17. Jahrhundert, im Kern wohl älter | D-2-62-000-646  | Wohnhaus, wohl ehemaliges Amtshaus                                                                                            |

## Ehemalige Baudenkmäler
In diesem Abschnitt sind Objekte aufgeführt, die früher einmal in der Denkmalliste eingetragen waren, jetzt aber nicht mehr. Objekte, die in anderem Zusammenhang also z. B. als Teil eines Baudenkmals weiter eingetragen sind, sollen hier nicht aufgeführt werden. Aktennummern in diesem Abschnitt sind ehemalige, jetzt nicht mehr gültige Aktennummern.

| Lage                         | Objekt                  | Beschreibung | Akten-Nr.      | Bild                    |
| ---------------------------- | ----------------------- | --- | -------------- | ----------------------- |
| Brunngasse 21 (Standort)     | Wohn- und Geschäftshaus | Dreigeschossiger giebelseitiger Bau mit Satteldach und Streifenrustizierung im Erdgeschoss, im Kern wohl 2. Hälfte 17. Jahrhundert, nach Brand Dachtragwerk und Fassade in Formen der Neugotik 1859 erneuert | D-2-62-000-58  | Wohn- und Geschäftshaus |
| Fischmarktgasse 4 (Standort) | Wohnhaus                | Zweigeschossiger giebelständiger Bau mit Satteldach, im Kern 16./17. Jahrhundert, mit historisierendem Fassadendekor und Umbauten von 1874/77.                                                               | D-2-62-000-810 | Wohnhaus                |